# Osiris
Vous lisez un « bon article » labellisé en 2011.
Cet article concerne le dieu égyptien Osiris. Pour une description des rites et du symbolisme du culte d'Osiris, voir Mystères d'Osiris. Pour les autres significations, voir Osiris (homonymie).
Osiris (du grec ancien : Ὄσιρις / Ósiris) est un dieu du panthéon égyptien et un roi mythique de l'Égypte antique. Inventeur de l'agriculture et de la religion, son règne est bienfaisant et civilisateur. Il meurt noyé dans le Nil, assassiné dans un complot organisé par Seth, son frère cadet. Malgré le démembrement de son corps, il retrouve la vie par la puissance magique de sa sœur Isis. Le martyre d'Osiris lui vaut de gagner le monde de l'au-delà dont il devient le souverain et le juge suprême des lois de Maât.
Au Moyen Empire, la ville d'Abydos devient la cité du dieu Osiris. Elle attire ainsi de nombreux fidèles en quête d'éternité. La renommée de cette cité repose sur ses festivités cultuelles du Nouvel An et sur une sainte relique, la tête du dieu.
Durant le premier millénaire avant notre ère, Osiris conserve son statut de dieu funéraire et de juge des âmes. Cependant, ses aspects de dieu des flots du Nil et, par là même, de dieu de la fertilité acquièrent la primauté, augmentant ainsi sa popularité auprès de la population nilotique. Des colons grecs installés à Memphis adoptent son culte dès le IVe siècle avant notre ère sous sa forme locale d'Osiris-Apis, le taureau sacré mort et momifié. Les souverains lagides importent ce culte dans leur capitale Alexandrie sous la forme de Sérapis, le dieu syncrétique gréco-égyptien. Après la conquête de l'Égypte par les forces romaines, Osiris et Isis s'exportent vers Rome et son empire. Ils s'y maintiennent, avec des hauts et des bas, et ce, jusqu'au IVe siècle de notre ère pour finalement être évincés par le christianisme (interdiction du paganisme à la suite de l'édit de Thessalonique). Le culte osirien, actif depuis le XXVe siècle avant notre ère, durera jusqu'au VIe siècle de notre ère, quand fermera vers 530 le temple d'Isis de l'île de Philæ, le dernier d'Égypte, fermeture ordonnée par l'empereur Justinien Ier.

## Présentation

### Étymologie
Le théonyme Osiris est une translittération en alphabet latin d'un mot issu du grec ancien : Ὄσιρις, qui a lui-même pour origine un mot de la langue égyptienne : Wsjr, variablement translittéré selon les auteurs par Asar, Asari, Aser, Ausar, Ausir, Wesir, Ousir, Ousire ou Ausare, la prononciation égyptienne d'origine n'étant pas connue du fait que l'écriture hiéroglyphique égyptienne ne restitue pas toutes les voyelles. Plusieurs égyptologues ont tenté de donner une signification au théonyme Osiris. En 1980, John Gwyn Griffiths propose que Wsjr dérive de Wser et signifie « le Puissant ». D'ailleurs, une des plus anciennes attestations du dieu Osiris apparaît dans le mastaba du défunt Netjer-ouser (Dieu-puissant). En 1987, Wolfhart Westendorf propose l'étymologie Waset-jret : « celle qui porte l'œil ». En 1985, David Lorton émet l'hypothèse que Wsjr est un mot composé issu du morphème set associé à jret ; set-jret signifiant « l'activité rituelle ». Osiris serait alors « Celui qui bénéficie de l'activité rituelle ». Selon la vision égyptienne, les forces destructrices sont en lutte perpétuelle contre les forces positives. En cela, Seth s'oppose à son frère Osiris, symbole de la terre fertile et nourricière.

### Premières attestations

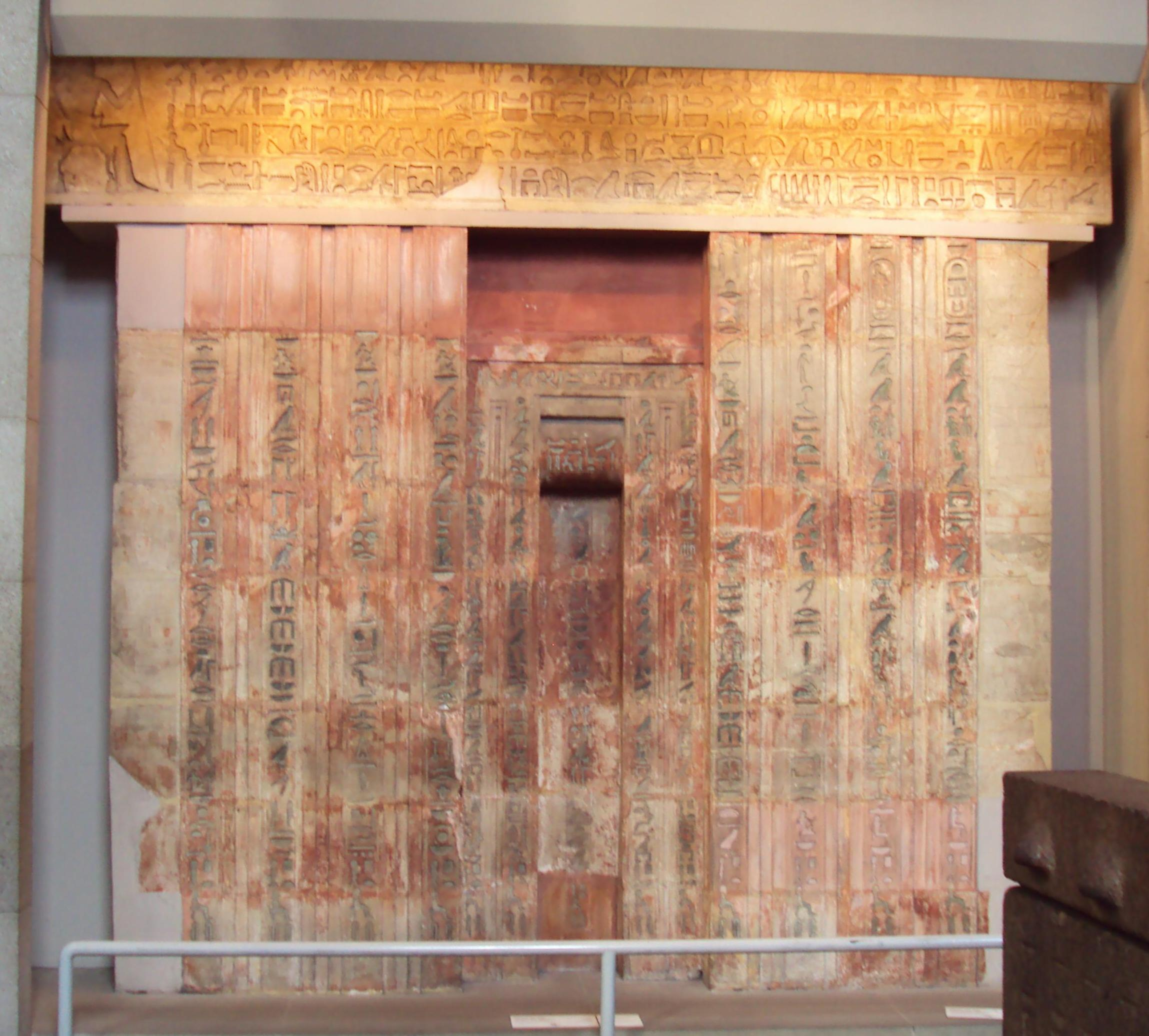
Fausse-porte du tombeau de Ptahchepsès. British Museum.

Osiris est l'une des principales divinités du panthéon égyptien. Cependant, les origines de son culte restent encore très obscures. En l'état des connaissances égyptologiques, les plus anciennes attestations d'Osiris remontent au XXVe siècle avant notre ère et datent de la fin de la IVe ou du début de la Ve dynastie. Le nom d'Osiris se repère pour la première fois dans une formule d’offrande adressée à Osiris et à Anubis par une probable fille de Khéphren, Hemet-Rê, fille royale et prêtresse d'Hathor. Elle est sans doute décédée sous le règne du roi Chepseskaf, le dernier souverain de la IVe dynastie. L'inscription figure sur le linteau de l'entrée de sa tombe située à Gizeh.
La première représentation d'Osiris est lacunaire, car figurant sur un fragment du temple haut du roi Djedkarê Isési. Le dieu figure comme un personnage masculin coiffé d'une longue perruque divine.
Un autre de ces anciens témoignages archéologiques est une inscription du nom d'Osiris sur le linteau de la tombe du grand prêtre Ptahchepsès. Ce dernier décède sous le règne du roi Niouserrê. Découvert à Saqqarah, la grande nécropole de Memphis, le linteau est à présent conservé par le British Museum de Londres,.
Les Textes des pyramides regroupent des litanies et des incantations récitées lors des cérémonies funéraires royales. Ces textes sont gravés sur les parois des chambres funéraires à partir du roi Ounas, dernier membre de la Ve dynastie. On ne parvient guère avec cette documentation à déduire où et quand le culte osirien est apparu. Le chapitre 219 évoque pourtant divers lieux de cultes situés dans plusieurs villes de la vallée du Nil dont Héliopolis, Bousiris, Bouto, Memphis et Hermopolis Magna. Chose étrange, Abydos n'est pas mentionnée dans cette liste. Le culte d'Osiris est pourtant introduit dans cette ville sous la Ve dynastie. Abydos est pour le culte osirien le plus important lieu de pèlerinage à partir du Moyen Empire. Les Textes des pyramides mentionnent en effet que le corps du dieu assassiné fut retrouvé gisant près des rives du Nil à Nédit (ou Géhésti), un territoire proche d'Abydos.

### Archétypes et associations
Selon l'égyptologue Bernard Mathieu, l'apparition du dieu Osiris résulte d'une décision royale, car son culte se diffuse soudainement sur l'ensemble du territoire égyptien, lors des débuts de la Ve dynastie. Son nom est un jeu graphique volontaire basé sur le hiéroglyphe représentant le trône. Dès le départ, Osiris est donc lié à la déesse Isis, le nom de cette dernière signifiant le trône. Osiris est le roi des domaines funéraires et le juge des défunts. Sa représentation est anthropomorphe, très éloignée des formes animales que peuvent prendre d'autres divinités issues de la période prédynastique (bovidés, crocodiles, faucons). Le dogme osirien est élaboré par le clergé d'Héliopolis sous le contrôle du pouvoir monarchique qui se charge de le diffuser dans tout le pays, sans doute pour mieux asseoir son ascendant sur les grands temples comme ceux de Bousiris, d'Abydos ou d'Héracléopolis.

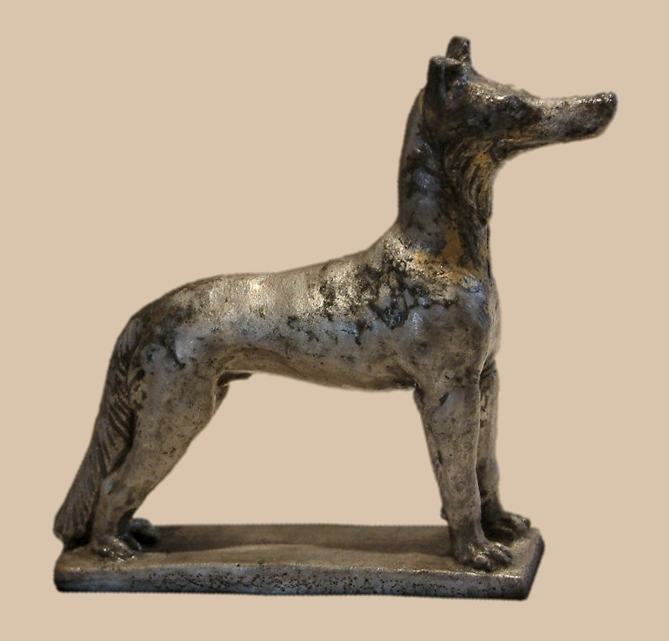
Oupouaout, Musée du Louvre.

Osiris est associé à d'autres divinités. En Basse-Égypte, à Bousiris, il absorbe les qualités d'Andjéty, dieu tutélaire de cette localité dès la préhistoire. La représentation de ce dieu berger se caractérise par ses deux hautes plumes sur la tête, retenues par un long bandeau, avec dans ses mains le sceptre héqa et le flagellum nekhekh. Osiris est aussi assimilé au dieu funéraire Sokar qui veille sur la nécropole memphite. Ce dieu est représenté par l'association d'un corps d'homme, qui est parfois gainé dans un linceul, et d'une tête de faucon et très souvent sans aucun signe distinctif. On le représente aussi parfois sous la forme d'un faucon momifié. En Haute-Égypte, Osiris s’implante plus particulièrement dans le nome de la Grande Terre, région entourant la ville de Thinis, la plus ancienne capitale de l'Égypte antique. Cette ancienne cité n'est toujours pas localisée avec certitude. On sait toutefois qu'Osiris y fut rapproché du dieu Onouris. Ce dieu est un homme à barbe qui porte une coiffe composée de quatre hautes plumes. Onouris, dans son aspect funéraire, porte l'épithète de Khentamenti, le « Chef de l'Occident ». La nécropole thinite se situait à Abydos. Là, Osiris s'assimile à Khentamentiou, le « Chef des Occidentaux », divinité funéraire proche d'Oupouaout et représentée sous la forme d'un canidé noir.

### Représentations
Le dieu Osiris est intimement lié à la monarchie égyptienne. Il est vu comme un roi défunt puis divinisé. Ses attributs sont ainsi ceux des souverains égyptiens. Osiris fut considéré comme un souverain de l'Égypte entière. Ses représentations ne le font pourtant voir qu'avec la couronne Hedjet de couleur blanche, symbole de la Haute-Égypte. Cette couronne se présente sous la forme d'un bonnet se rétrécissant vers le haut et se terminant par un renflement. Toutefois, cette couronne peut s'augmenter de deux hautes plumes latérales, probablement d'autruche, on parle alors de la couronne Atef. Ses autres symboles royaux sont le sceptre héqa et le flagellum nekhekh qu'il tient dans ses mains croisées sur sa poitrine. Osiris étant un dieu mort, ses représentations le font voir comme un corps momifié. Ses postures sont diverses, couché sur son lit funèbre, assis sur le trône ou debout tel un être ayant vaincu la mort.

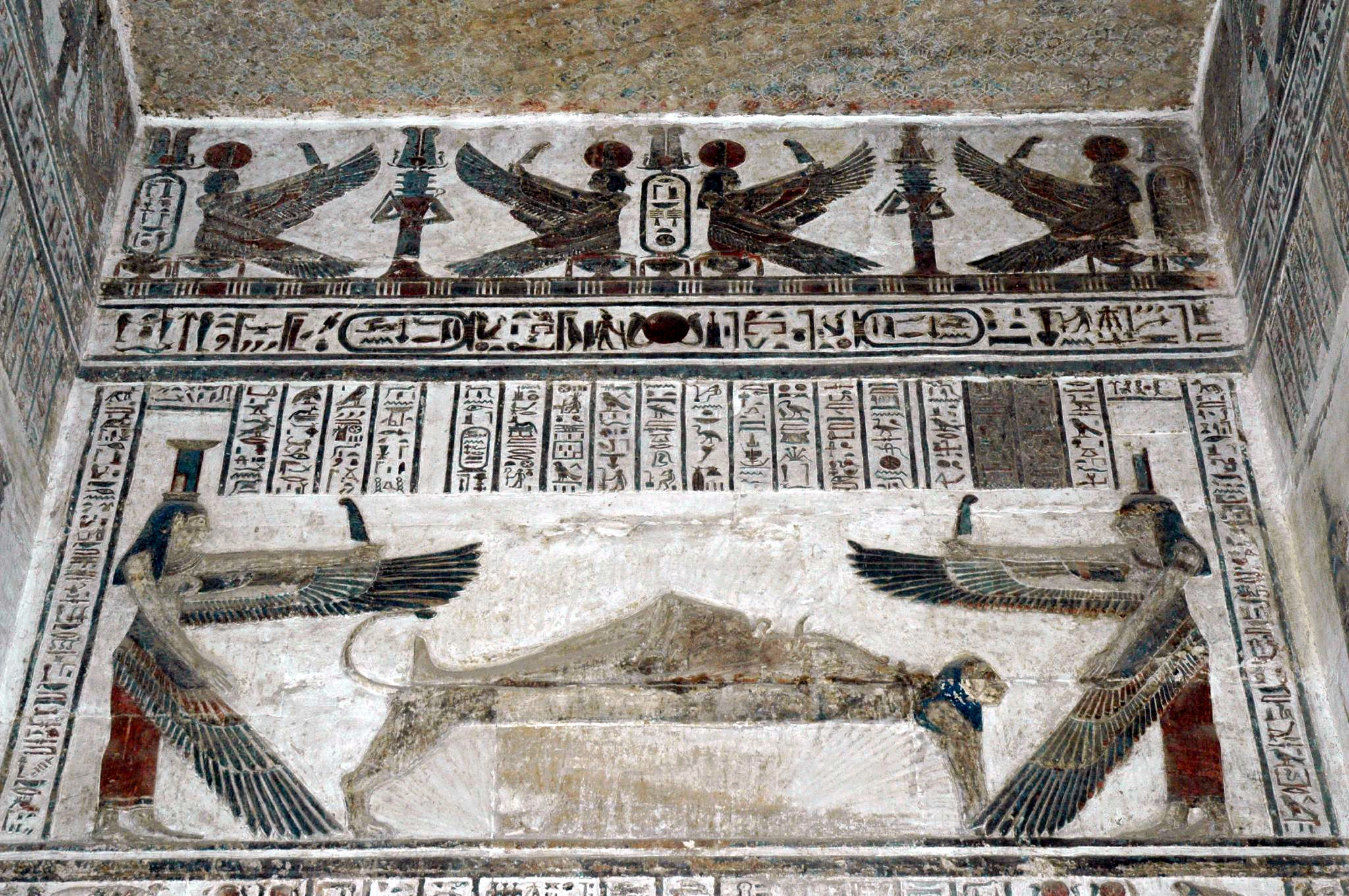
Osiris défunt entouré par ses sœurs ailées. Temple de Dendérah.
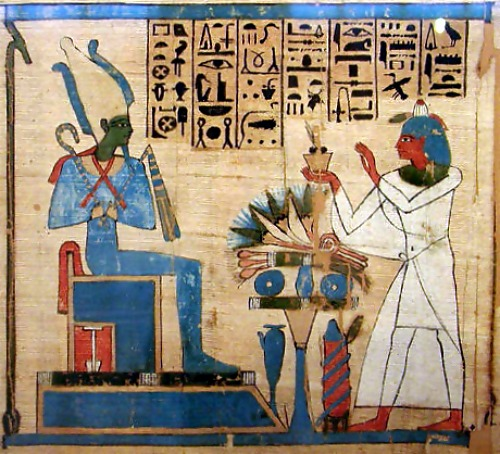
Osiris assis sur son trône. Livre des morts de Padiamonet, XXIIe dynastie.
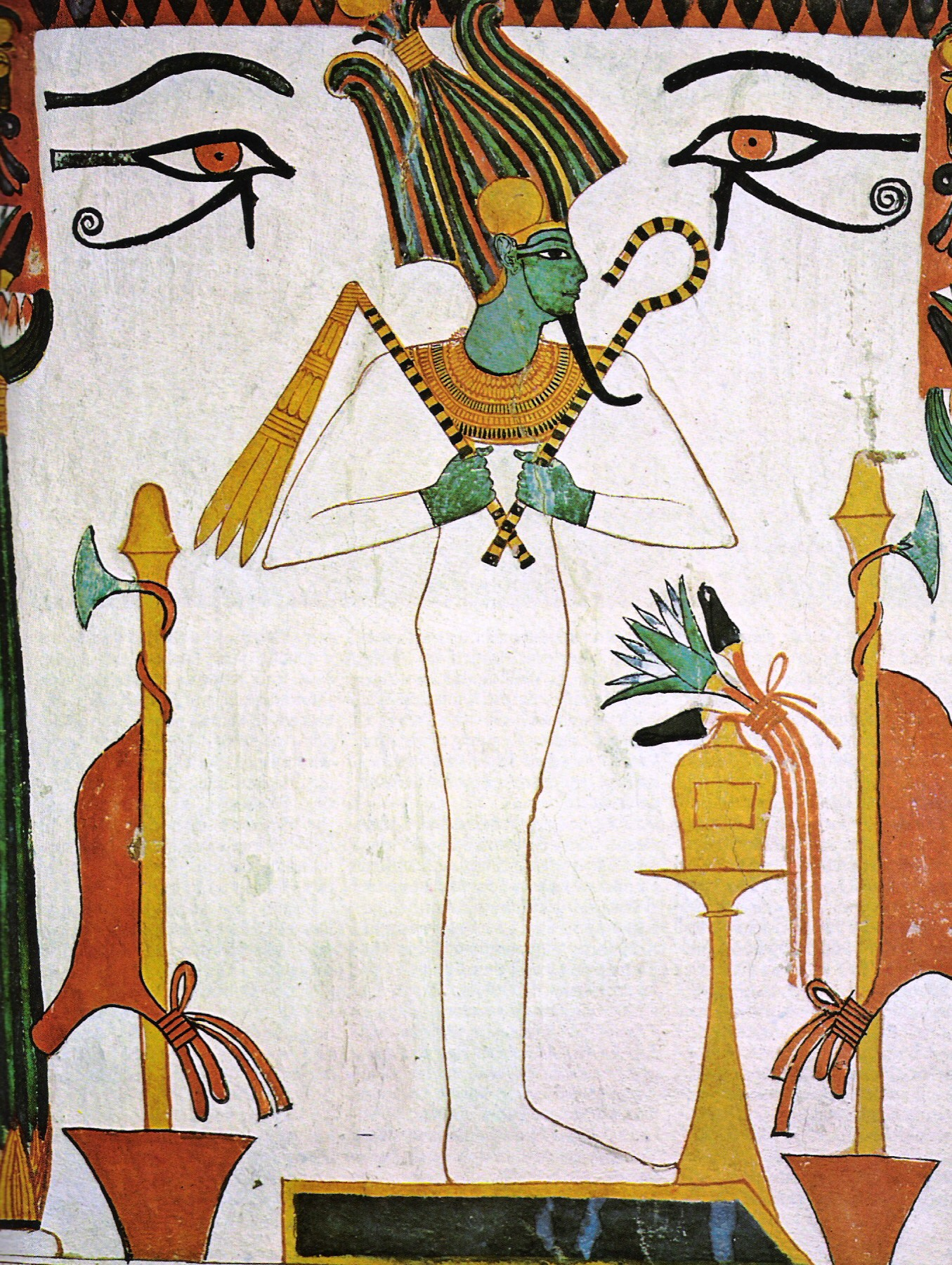
Osiris debout entouré par deux nébrides. Tombe de Sennedjem, XIXe dynastie.

### Épithètes
Osiris est un dieu complexe dont la présence est attestée sur tout le territoire égyptien. Ce dieu regroupe en son sein plusieurs facettes. Ses aspects de dieu funéraire sont bien connus. Mais Osiris est aussi une divinité qui veille au bon fonctionnement de l'univers. Son action bienfaisante est ainsi à l'œuvre dans le défilé des étoiles ou dans le cycle saisonnier de la végétation. Par conséquent, Osiris se présente à ses adorateurs sous une multiplicité de noms. Des litanies sont psalmodiées à « Osiris sous tous ses noms ». Très tôt, Osiris est doté de l'épithète « Celui qui a beaucoup de noms » (ash renou). Cette accumulation d'épithètes et de noms apparaît dans le chapitre 142 du Livre des morts. Ce texte permet au défunt d'accéder à la vie éternelle à l'image d'Osiris. Pour ce faire, le défunt énumère une liste de cent-quinze épithètes attachées au nom d'Osiris. Plus le fidèle énumère de noms, plus il reconnaît et accepte la puissance de la divinité invoquée. Les différentes fonctions du dieu et les différentes villes où son culte est présent s'enchaînent pêle-mêle, sans ordre logique :
Osiris Ounennéfer,

Osiris vivant,

Osiris maître de vie,

Osiris maître de l'Univers (…),

Osiris qui préside au grain,

Osiris Orion (…),

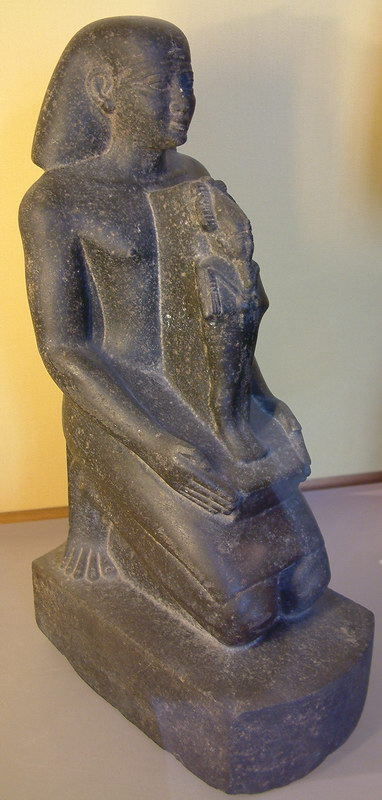
Statue théophore de Psammétique,, Musée du Louvre.

Osiris maître des millions d'années,

Osiris âme des deux dames,

Osiris-Ptah maître de vie,

Osiris qui préside à Ro-Sétaou,

Osiris régent des rives, qui réside à Bousiris (…),

Osiris dans son palais à Ro-Sétaou,

Osiris dans le nôme d'Abydos,

Osiris dans Nedyt,

Osiris qui préside à sa ville,

Osiris le souverain (…),

Osiris dans le ciel,

Osiris dans la terre,

Osiris l'intronisé (…)

Osiris qui régit l'éternité à Héliopolis,

Osiris engendreur,

Osiris dans la barque de la nuit (…),

Osiris qui préside à l'Occident,

Osiris dans toutes ses places (…)
— Extraits du chap. 142 du Livre des morts. Traduction de Paul Barguet.

## Naissance et famille

### Osiris, le fils de Nout

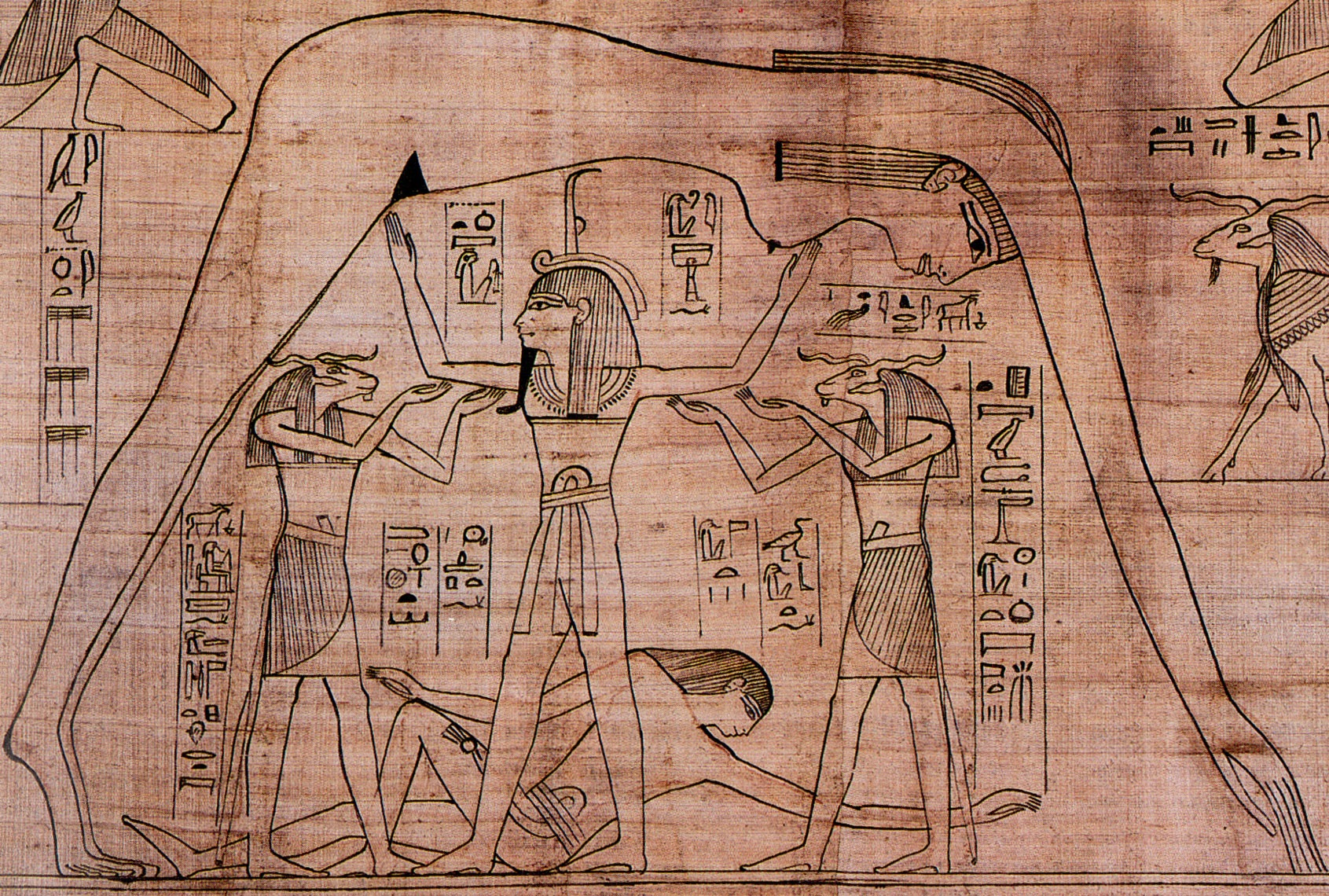
Nout (le ciel) et Geb (la terre), les parents d'Osiris, furent séparés par Shou (souffle vital) sur l'ordre d'Atoum (dieu créateur). Détail du Papyrus Greenfield ou Livre des Morts de Nesytanebetisherou du British Museum.

Le grec Plutarque est l'auteur de plusieurs traités portant sur la morale, la philosophie et la théologie. Le traité Sur Isis et Osiris se rapporte aux croyances égyptiennes. Cet auteur est le premier à résumer et à exposer le mythe osirien en un récit linéaire. L'histoire débute par l’instauration mythique du calendrier solaire de 365 jours. Nout, la déesse du ciel, a entretenu une relation amoureuse secrète avec Geb, son frère, le dieu de la terre. Rê, le dieu soleil, en apprenant ces agissements, se met en colère et interdit à Nout d’accoucher durant les jours de l’année. Thot, l'autre frère de Nout, décide alors de jouer aux dés avec la Lune pour lui gagner un soixante-douzième de ses jours de lumière. Ayant gagné cinq jours supplémentaires, il les place à la suite des 360 jours créés par Rê. Osiris naquit le premier jour, Horus l’Ancien le deuxième jour, Seth le troisième jour en déchirant le ventre maternel, Isis le quatrième jour dans les marais du delta du Nil et Nephtys le cinquième et dernier jour. Plutarque ajoute que le véritable père d’Osiris et de Horus l’Ancien serait Rê, que le père d’Isis serait Thot et que seuls Seth et Nephtys seraient les descendants de Geb. Mais il indique aussi une autre version de la paternité d’Horus l’Ancien. Avant même de naître, Osiris et Isis, amoureux l’un de l’autre, auraient conçu Horus l’Ancien dans le sein de leur mère.
Le chapitre 219 des Textes des pyramides assimile magiquement le pharaon défunt à Osiris, le dieu qui a été rétabli dans la vie. Tous les dieux de la famille osirienne sont encouragés à rétablir le roi mort dans la vie comme ils l’ont fait pour Osiris. Dans ce chapitre sont mentionnés les différents liens familiaux que les dieux d’Héliopolis entretiennent entre eux. Osiris est le fils d’Atoum, de Shou et de Tefnout, de Geb et de Nout. D’autres textes nous font comprendre qu’Atoum a créé Shou et Tefnout et que ces derniers sont les parents de Geb et Nout. L’énumération des liens familiaux se poursuit en mentionnant la fratrie d'Osiris, disant qu’il a pour frères et sœurs Isis, Seth, Nephtys et Thot, puis qu’Horus est son fils.

### Osiris, l'aimé de ses sœurs

#### Isis

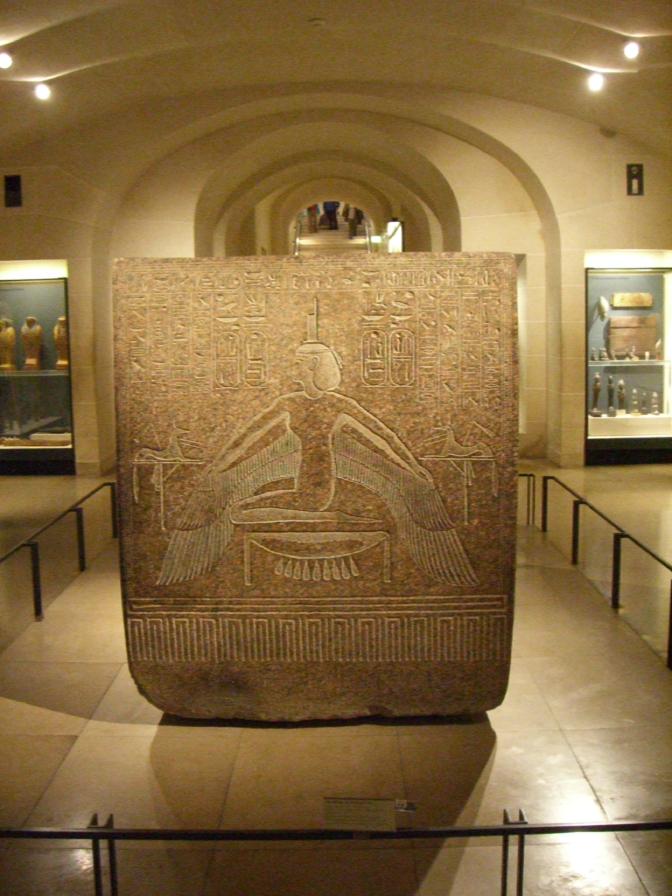
Représentation d'Isis ailée gravée sur le sarcophage de Ramsès III,. Musée du Louvre.

Isis fut considérée par les Égyptiens de l'Antiquité comme l'épouse du dieu Osiris. À ce titre, son culte connut une grande popularité, particulièrement durant les années de la Basse Époque. Lorsque le culte des dieux égyptiens commença à péricliter dans leur pays d'origine, la vénération d'Isis, la veuve éplorée qui sauve les initiés de la mort, se poursuivit toutefois hors des frontières de l'Égypte, en Grèce (Athènes, Delphes, Corinthe), en Italie (Rome et Pompéi) ou en Germanie (Mayence). Osiris (ou sa forme gréco-romaine de Sarapis) lui était toujours associé mais l'épouse éclipsa le mari dans le cœur des dévots.
La stèle funéraire d'Amenmès (XVIIIe dynastie), aujourd'hui conservée au Musée du Louvre, est le document archéologique égyptien le plus exhaustif à propos du mythe osirien. On peut y lire un hymne à Osiris. Des passages sont également consacrés à son épouse éplorée. Seth a assassiné Osiris puis a fait disparaître le corps. Isis, par la puissance de sa magie, fait renaître Osiris le dieu au cœur défaillant. Puis après s'être unie à lui, elle conçoit Horus le futur héritier du trône :

« Sa sœur fait sa protection, elle qui éloigne les adversaires. Elle repousse les occasions de désordre par les charmes de sa bouche, l'experte en sa langue, dont la parole n'a pas de défaillance, parfaite en ses ordres. Isis, l'Efficace, la protectrice de son frère, le cherchant sans lassitude, parcourant ce pays, en deuil, ne se repose pas qu'elle ne l'ait trouvé. Faisant de l'ombre avec son plumage, produisant de l'air avec ses deux ailes, faisant des gestes-de-joie, elle fait aborder son frère ; relevant ce qui était affaissé pour Celui-dont-le-cœur-défaille ; extrayant sa semence, créant un héritier, elle allaite l'enfant dans la solitude d'un lieu inconnu, l'intronise, son bras devenu fort, dans la Grande Salle de Geb. »

— Grand Hymne à Osiris (stèle C286 du Musée du Louvre),.

#### Nephtys

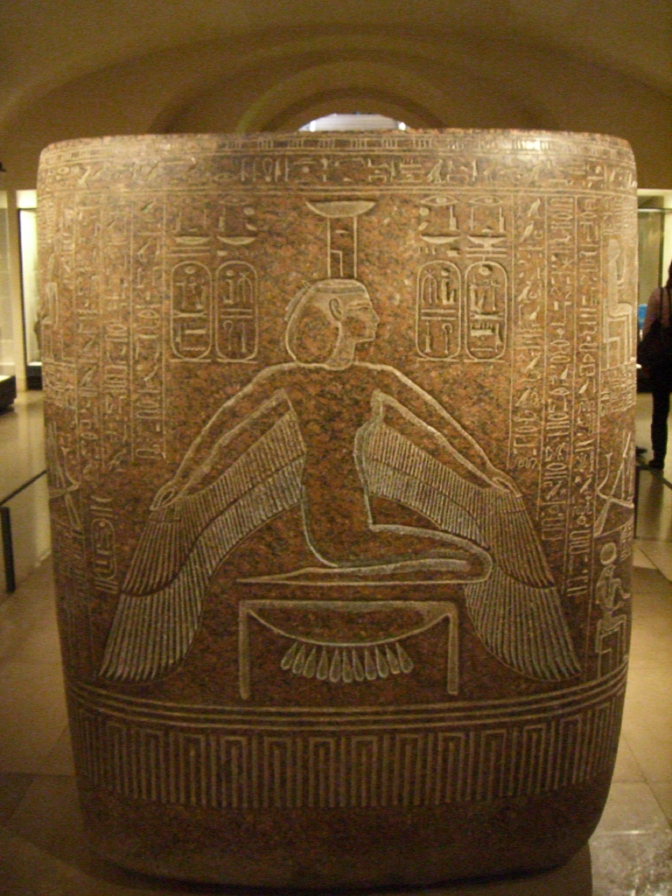
Représentation de Nephtys ailée gravée sur le sarcophage de Ramsès III,. Musée du Louvre.

Dans son traité, Plutarque mentionne qu’Osiris, par méprise, a trompé Isis et que cette infidélité a été commise avec sa sœur jumelle Nephtys, l’épouse de Seth. De cette relation adultérine est né Anubis, le dieu à tête de canidé. Un paragraphe du Papyrus Brooklyn (XXVIe dynastie) mentionne que dans la ville de Létopolis se trouve une statue représentant Nephtys sous la forme de la lionne Sekhmet enlaçant la momie d’Osiris, attitude qui est plus celle d’une épouse officielle que d’une maîtresse. Ce fait est confirmé par deux scènes du temple d’Edfou où Nephtys porte le nom d’Onnophret. Cette dénomination fait de Nephtys la contrepartie féminine d’Osiris dans son aspect d’Ounennéfer (l'existence parfaite). Dans une scène, Nephtys protège la momie d’Osiris après lui avoir restitué sa tête et la vie. De plus, le nom de la déesse est inscrit dans un cartouche, ce qui fait d’elle une épouse légitime. Il faut alors considérer Isis comme l’épouse terrestre d’Osiris et Nephtys comme son épouse éternelle, celle qui l’accompagne dans l’au-delà.Interprétation abusive ? Plutarque écrit à propos des deux sœurs d'Osiris : « Nephtys, en effet, désigne ce qui est sous terre et ce qu'on ne voit pas ; Isis, au contraire, ce qui est sur terre et ce qu'on voit ». Nephtys a été la nourrice du jeune Horus. Elle l'a protégé de la fureur de Seth en le cachant dans les marais de Khemnis. En échange de cette protection et pour échapper à la vengeance de Seth, elle a obtenu la faveur d’être aux côtés d’Osiris dans le monde souterrain :

« Souviens-toi de ce que j'ai fait pour toi, (mon) enfant : Seth, je l'ai tenu à l'écart de toi, j'ai fait la nourrice en te portant et en ayant du lait. Tu fus sauvé lors de l'affaire de Khemnis, car j'ai refusé de reconnaître le visage de Seth à cause de toi ! Donne-moi une seule heure, que je puisse voir Osiris en raison de ce que j'ai fait pour toi ! »

— Extrait du Papyrus d'Imouthès. Traduction de Jean-Claude Goyon.

## Souverain égyptien mythique

### Osiris l'intronisé

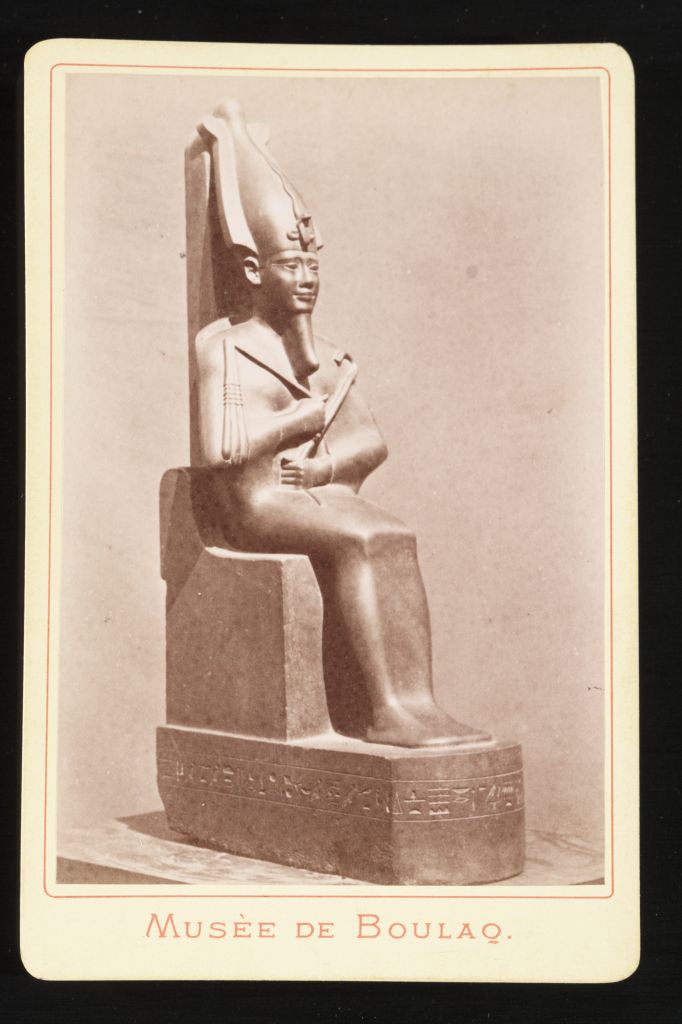
Osiris momiforme siégeant sur son trône (photographie de 1881).

L'Ennéade des dieux d'Héliopolis fut considérée par les Égyptiens de l'Antiquité comme la première dynastie de leurs souverains. Après avoir créé l'Égypte, Atoum-Rê régna sur le pays, puis fut remplacé par Shou puis par Geb. Ce dernier en constatant les mérites d'Osiris lui laissa le trône :

« [Osiris] établit solidement l'ordre dans toute l'Égypte. Il place le fils sur le trône de son père, loué de son père Geb, aimé de sa mère Nout […] héritier de Geb pour la royauté du Double-Pays. Comme celui-ci a vu sa perfection, il a ordonné qu'il guide le pays pour une heureuse réussite. »

— Hymne à Osiris du Nouvel Empire (stèle C286 du Louvre).
Une scène du temple de Dendérah gravée au Ier siècle avant notre ère nous informe qu'Osiris, à l'instar des pharaons humains, a bénéficié d'une titulature royale composée de cinq noms et basé sur un jeu de mots théologique :
- Nom d'Horus : vigoureux (wsr) de bras
- Nom de Nebty : vigoureux (wsr) par la vaillance
- Nom d'Horus d'or : Osiris (wsjr)
- Nom de Nesout-bity : Osiris (wsjr)
- Nom de Sa-Rê : Ounennéfer triomphant.

Le chapitre 175 du Livre des Morts indique que le dieu a été couronné dans la ville de Héracléopolis Magna par le dieu créateur Atoum-Rê. Le couronnement d'Osiris donne l'occasion d'un dialogue où le verbe créateur des deux divinités engendre des faits et des lieux mythiques de la théologie égyptienne ; ci-dessous les bassins sacrés du temple d'Héracléopolis :

« Alors Osiris eut mal à la tête, à cause de la chaleur de la couronne-Atef, qui était sur sa tête (le premier jour où il l'avait placé sur sa tête) afin que les dieux eussent peur de lui. Alors Rê revint en paix à Héracléapolis pour voir Osiris, et il le trouva assis dans sa demeure sa tête étant devenue enflée à cause de la chaleur de la couronne. Alors Rê fit s'écouler ce sang et la sanie de cet abcès, et ils devinrent une mare. Alors Rê dit à Osiris : "Vois, tu as formé une mare du sang et de la sanie qui ont coulé de ta tête."— D'où cette mare sacrée à Héracléopolis. »

— Extrait du chap. 175 du Livre des Morts. Traduction de Paul Barguet.

### Osiris, seigneur de Maât

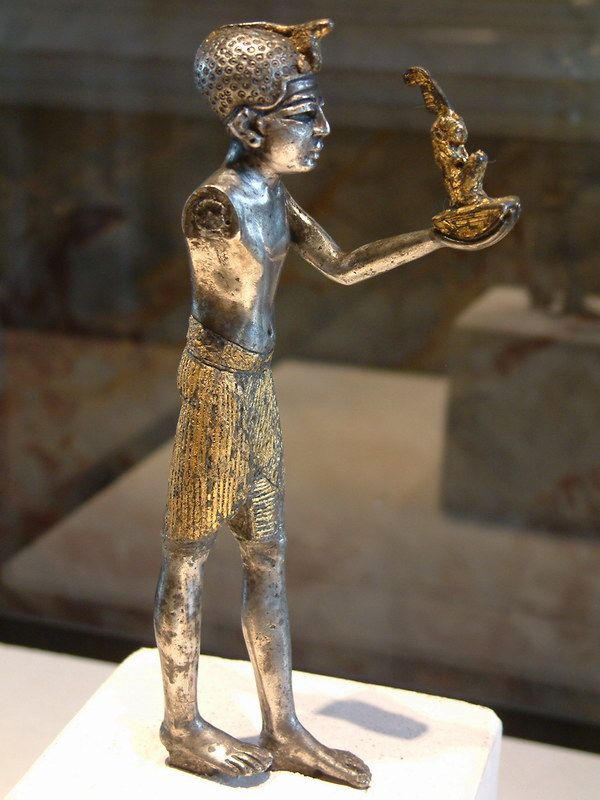
Statuette représentant Séthi Ier offrant Maât aux dieux. Collection du Musée du Louvre.

Plutarque rapporte qu'Osiris enseigna à son peuple les manières civilisées afin que les hommes ne ressemblent plus à des bêtes sauvages. Il leur enseigna l'agriculture ainsi que le respect des dieux et des lois. Les plus anciens documents archéologiques égyptiens concernant Osiris confirment les dires de Plutarque. Un fragment d'une architrave de la Ve dynastie nous fait savoir que, dès ses débuts cultuels, Osiris est nommé « le grand dieu, seigneur de Maât, Osiris qui préside à Busiris et dans toutes ses places ».
La Maât (ordre cosmique) est un concept politico-religieux qui apparaît lors de la formation de l'Ancien Empire. À cette époque, le roi égyptien prend une dimension centrale. Dans un pays unifié, sa personne dépasse toutes les autorités locales. Dans ce cadre, la Maât est un mythe qui permet d'unifier tous les sujets du souverain égyptien sous une seule autorité. La Maât est alors la déification de la volonté et de l'ordre royal. Dire et faire la Maât, c'est obéir et participer à la monarchie. Dans la vie sociale, participer à la Maât c'est participer activement et réciproquement à une nécessaire solidarité humaine, les comportements anti-Maât étant la paresse, la surdité mentale et l'avidité.
Aux plus forts moments de la royauté de l'Ancien Empire, la Maât est un attribut typique du roi humain. Il en va ainsi du bâtisseur de pyramide rhomboïdale, le roi Snéfrou (IVe dynastie). Dans sa titulature, ce souverain s’érige en « seigneur de Maât ». La situation politico-théologique change avec la Ve dynastie. La puissance suprême passe du monde terrestre au plan divin. La puissance du roi se dévalue et les souverains de cette dynastie deviennent les « fils de Rê ». Dans le même temps, les souverains se voient aussi déposséder de leur autorité sur la Maât au profit d'Osiris. Par là-même, la Maât devient sacrée car confiée au souverain de l’au-delà, qui sanctionne à la fin de la vie humaine tous les actes néfastes. Les rois ne sont plus que des exécutants qui font et qui disent la Maât. Un passage de l’enseignement de Ptahhotep nous fait voir que les lettrés égyptiens ont lié l’instauration de la Maât au règne mythique du roi Osiris :

« La maât est puissante, et de perpétuelle efficacité d’action. On ne peut la perturber depuis le temps d’Osiris. On inflige un châtiment à celui qui transgresse les lois. C’est-ce qui échappe à l’attention de l’avide. »

— Enseignement de Ptahhotep. Extrait de la Maxime 5

## Meurtre et renaissance

### Textes des pyramides

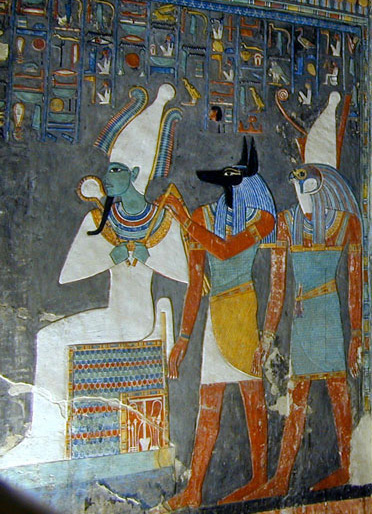
Osiris, Anubis et Horus. Tombe du roi Horemheb,.

La mort brutale du dieu Osiris et le processus magique de sa renaissance sont évoqués à plusieurs reprises dans les Textes des pyramides. Le chapitre 670 est une récitation funéraire où apparaissent ces principaux moments de la destinée osirienne. Deux rois ont bénéficié de ce texte rituel. Il s'agit de Pépi Ier et de Pépi II de la VIe dynastie. Ils ont régné sur l'Égypte aux XXIIIe et XXIIe siècles av. J.-C. Dans les deux cas, le texte est gravé sur le mur méridional de la chambre funéraire au plus près du sarcophage. La récitation ne se présente pas comme un récit ou comme une histoire structurée ; ce genre n'apparaît qu'avec le philosophe Plutarque. La récitation est une incantation magique qui fait jouer au roi défunt le rôle d'Osiris.
La récitation peut se diviser en deux séquences. La première évoque le martyre d'Osiris. Les portes du ciel s'ouvrent pour laisser passer les dieux de la ville de Pé, une localité située en Basse-Égypte. Sans doute s'agit-il d'Horus et ses deux fils Amset et Hâpi. Les dieux viennent vers le corps d'Osiris, attirés par les lamentations d'Isis et de Nephtys. En deuil et en l'honneur du défunt, ils se frappent les cuisses, s'ébouriffent les cheveux, battent des mains tout en niant la mort d'Osiris. Ils l'exhortent à se réveiller pour qu'il puisse entendre ce qu'a fait Horus pour lui. On lui annonce que son meurtre est vengé. Seth avait frappé et tué Osiris comme un simple bovidé puis l'avait ligoté. Horus fait savoir à son père qu'il a fait subir à Seth le même sort puis l'a placé sous la garde d'Isis. La suite de la récitation retrace la renaissance du dieu Osiris. Dans le lac de la vie, le défunt prend la forme du dieu chacal Oupouaout. Horus offre à son père ses ennemis séthiens vaincus. Ces derniers sont amenés par Thot. Puis le fils intronise le père en tant que chef des défunts en lui donnant le sceptre Ouas. Après avoir été purifié par Nephtys, Osiris est parfumé par Isis. Il semble que Seth a aussi dépecé son frère car il est ensuite mentionné que les deux sœurs ont regroupé ses chairs et rattaché ses membres. Ses yeux lui sont redonnés sous la forme des barques du jour et de la nuit (Soleil et Lune). Les quatre enfants d'Horus ont participé au redressement d'Osiris. Pour qu'il soit entièrement calmé, on procède sur lui au cérémonial de l'ouverture de la bouche. Éveillé à la vie par Shou et Tefnout, Osiris sort de la Douât et monte vers Atoum en direction des champs paradisiaques.

### Plutarque

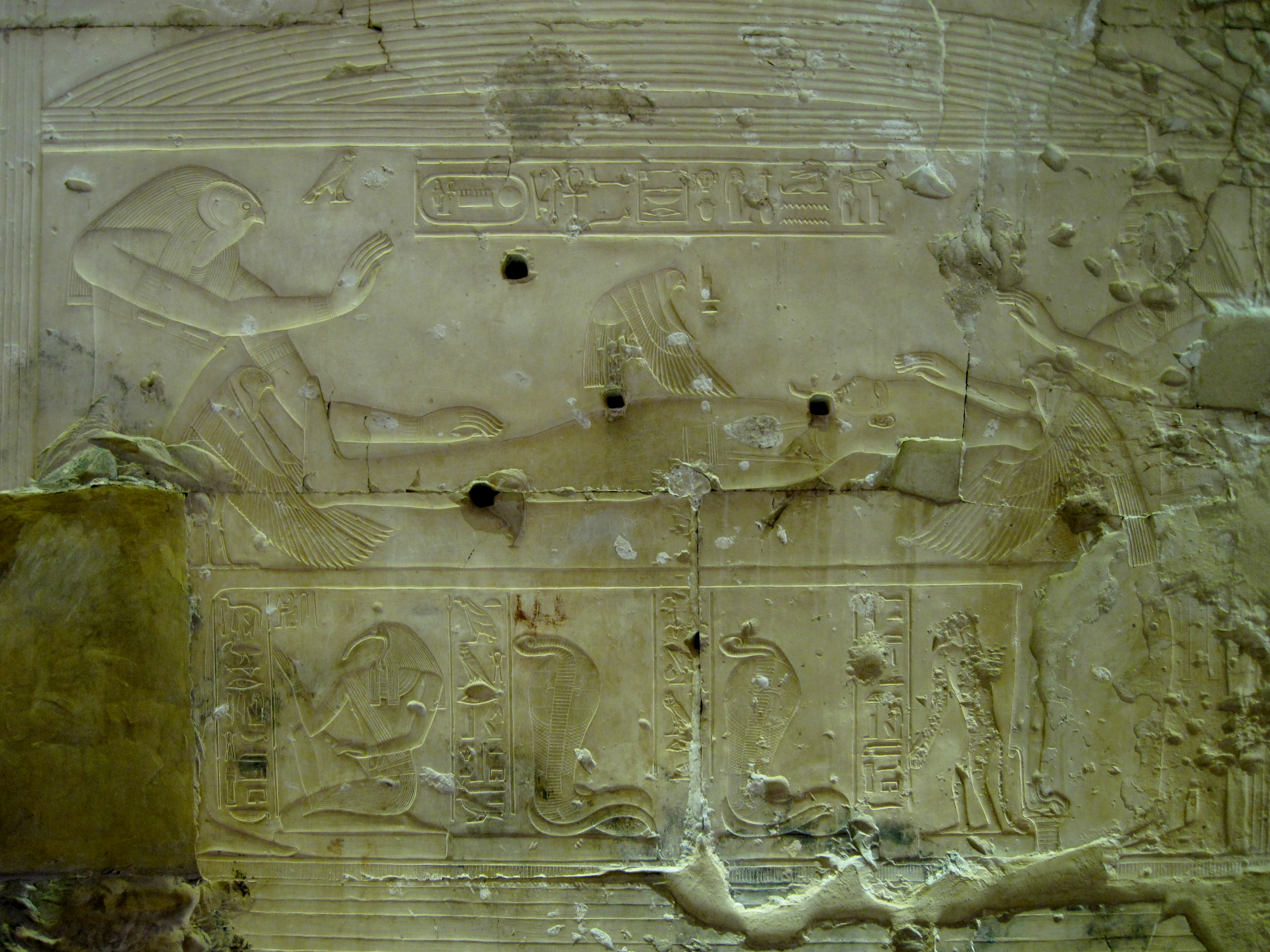
Isis transformée en milan s'accouple avec la momie d'Osiris. Relief du temple funéraire de Séthi Ier (Abydos),.

La plus récente version du mythe nous fut transmise par Plutarque. Ce philosophe grec fait d'Osiris et d'Isis des souverains bienfaiteurs. Osiris enseigna aux humains les rudiments de l'agriculture et de la pêche, tandis qu'Isis leur apprit le tissage et la médecine. Pendant ce temps, Seth régnait sur les contrées désertiques et hostiles ainsi que sur les terres étrangères. Jaloux de son frère, Seth projeta l'assassinat d'Osiris pour s'emparer du trône d’Égypte qu'il convoitait. Pendant un banquet en l'honneur d'Osiris, Seth offrit à l'assistance un magnifique coffre, jurant de le céder à celui qui l'emplirait parfaitement en s'y allongeant. Aucun de ceux qui tentèrent l'exploit ne parvinrent à remporter le coffre. Quand vint le tour d'Osiris, qui fut le seul à y parvenir, Seth fit refermer et sceller le coffre, tandis que ses complices chassaient les invités et tenaient Isis à l'écart… Seth jeta le coffre dans le Nil, qui l'emporta dans la mer Méditerranée. Osiris noyé, Seth profita du meurtre pour asseoir sa domination sur l’Égypte. Isis, la veuve éplorée, rechercha alors à travers toute l’Égypte le corps de son mari et le retrouva à Byblos, au Liban. Elle ramena la dépouille du roi assassiné en Égypte et se réfugia dans les marais du delta du Nil. Au cours d'une chasse nocturne dans les marécages, Seth retrouva le corps haï de son frère. Il entra dans une rage folle et découpa le défunt en quatorze morceaux qu'il dispersa dans toute l'Égypte. Aidée de quelques fidèles dont Thot, Nephtys et Anubis, Isis retrouva les parties du dieu, hormis son pénis avalé par le poisson oxyrhynque. Après en avoir reconstitué le corps, elle procéda à son embaumement avec l'aide d'Anubis en l'enveloppant dans des bandelettes de lin. Le corps du dieu restant inerte, avec l'aide de sa sœur Nephtys, Isis bat des ailes en poussant des cris stridents pour insuffler la vie à Osiris grâce à ses pouvoirs magiques. Ranimé, Osiris ne revient pas sur terre, mais règne désormais sur le royaume des morts. Ainsi, la renaissance d'Osiris annonce toutes les formes de renouveau possibles, que ce soit dans la végétation ou chez les humains. Transformée en milan, Isis peut être fécondée. De cette union naît Horus l'Enfant (Harpocrate), qu'elle cacha dans les fourrés de papyrus du delta pour le protéger de son oncle Seth,.

### Pilier-Djed et rituels de régénération
Le pilier Djed est un très ancien fétiche attesté à Hiérakonpolis dès l'époque thinite dans le cadre d'un culte rendu à Sokar ; un dieu funéraire représenté sous la forme d'un faucon momifié. La signification d'origine de Djed n'est pas encore connue. Peut-être s'agit-il d'un arbre ébranché. Mais dès ses débuts, ce pilier fait aussi partie des rites agraires de la fertilité du grain. À Memphis, le pilier Djed était d'abord érigé en l'honneur de Ptah et Sokar. Au début du Nouvel Empire, Osiris se fond avec ces deux dernières divinités sous la forme de Ptah-Sokar-Osiris. L'érection du pilier Djed symbolise alors la victoire d'Osiris sur Seth. Dans ce cadre, le Djed est vu comme l'épine dorsale d'Osiris. Cette vision du Djed apparaît aussi dans le Livre des Morts. Le jour de l'enterrement, une amulette Djed est placée au cou de la momie :

« Redresse-toi, Osiris ! Tu as (de nouveau) ton dos, (ô) toi dont le cœur ne bat plus ; tu as tes vertèbres, (ô) celui dont le cœur ne bat plus. Mets-toi sur ton côté, que je mette l'eau sous toi ! Je t'apporte le pilier Djed en or ; puisses-tu en être réjoui ! »

— Chapitre 155 du Livre des Morts. Traduction de Paul Barguet

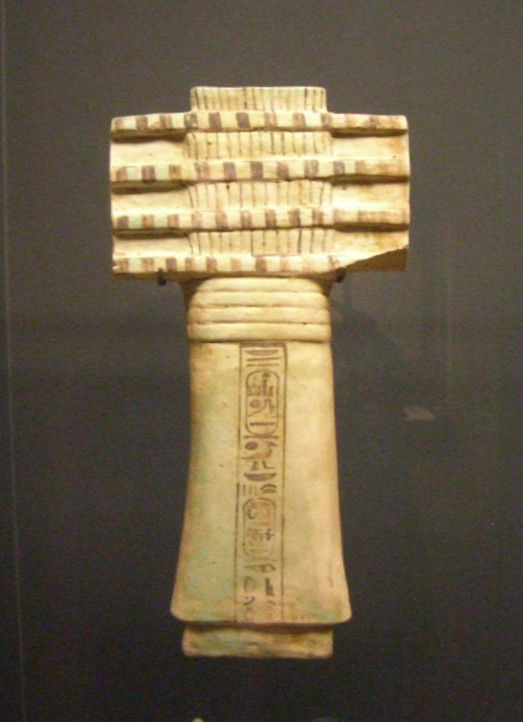
Amulette Djed au nom du roi Ramsès IX. Musée du Louvre.
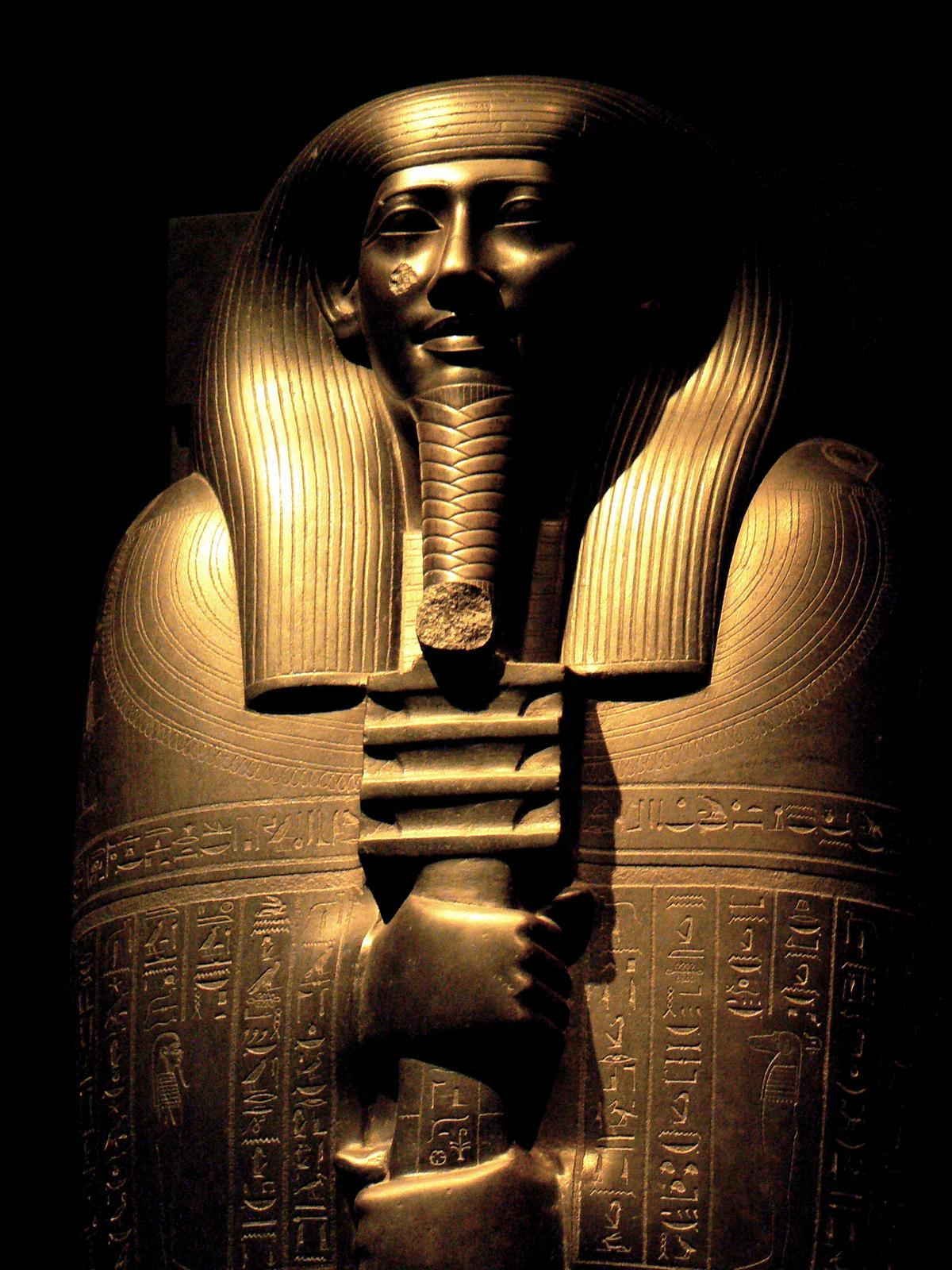
Sarcophage d'Ibi. Musée égyptologique de Turin.
Sarcophage d'Ibi. Musée égyptologique de Turin.
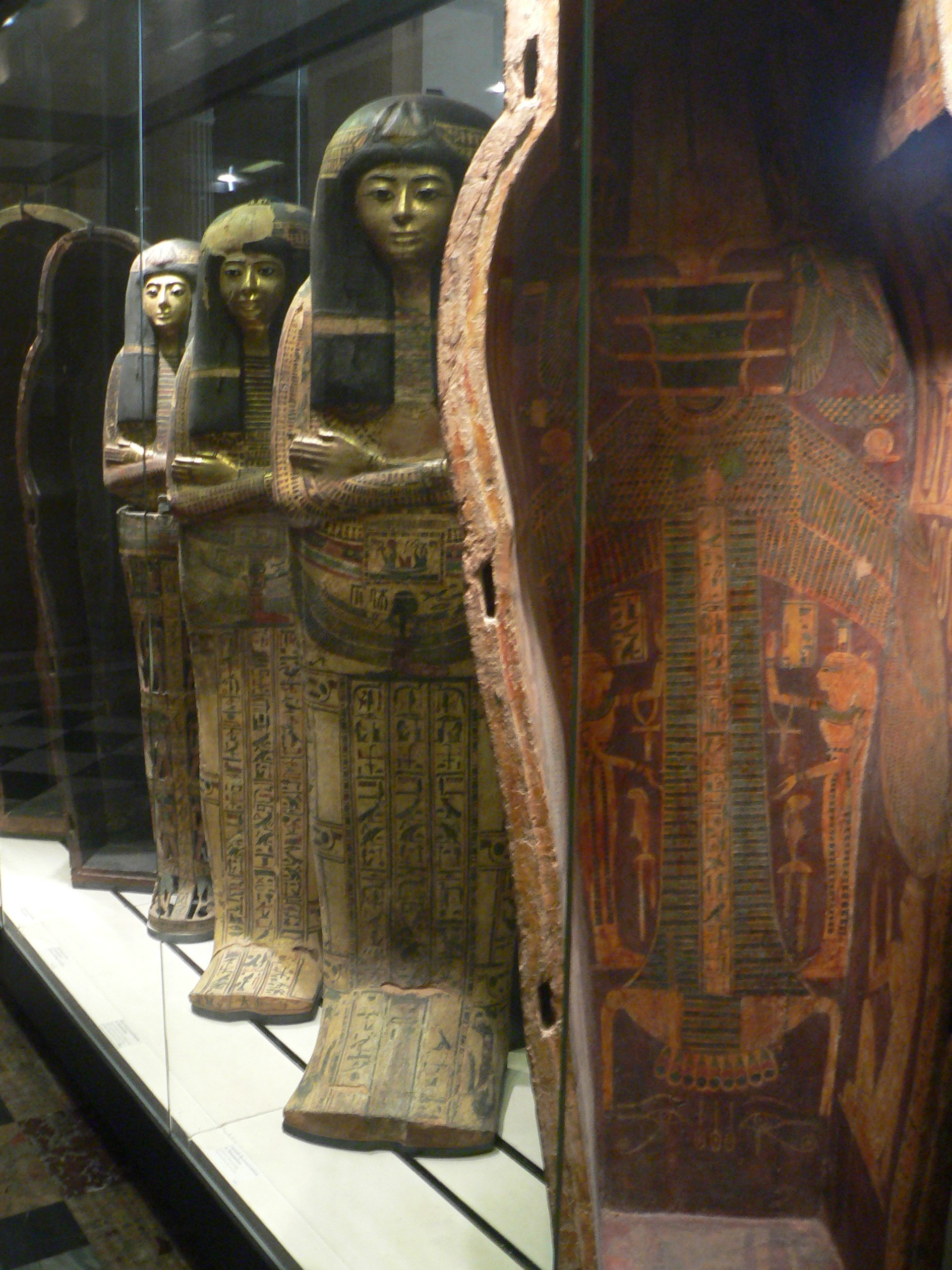
Fond de sarcophage avec un pilier Djed osirianisé. Musée du Louvre.

À partir du Nouvel Empire, le pilier Djed est anthropomorphisé et ses représentations se rapprochent de celles d'Osiris. Sur les reliefs du temple funéraire de Séthi Ier, le pilier Djed tel un Osiris ressuscité s'anime et reprend vie après avoir été redressé par le pharaon Ramsès II. Là, le rite de l'érection du pilier Djed consiste à rendre la vie au dieu Osiris. Le pilier Djed est pourvu de deux yeux Oudjat, de différentes couronnes (dont celle constituée de deux hautes plumes d'autruche) et est revêtu du pagne royal. Dans l'écriture hiéroglyphique, le Djed est le signe de la stabilité. Dans le rituel d'Abydos, cette notion de stabilité renvoie à la nécessaire cohésion du Double-Pays formé par l'union de la Haute et de la Basse-Égypte.

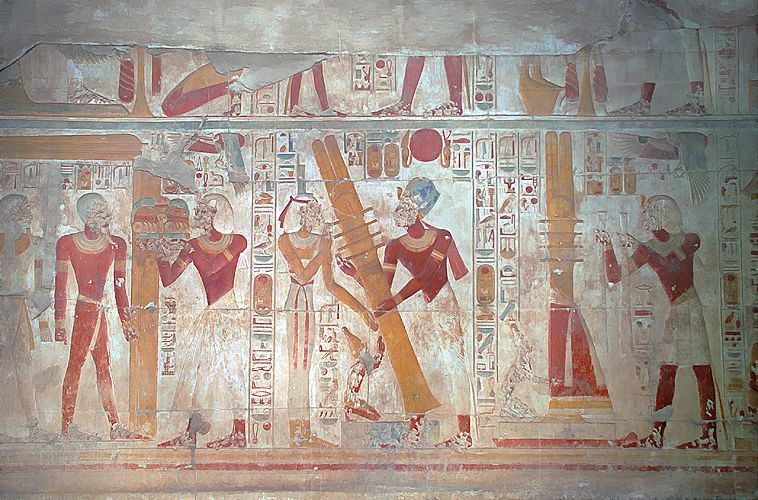
Rituel de l'érection du pilier Djed. Chapelle d'Osiris du Temple de Séthi Ier.
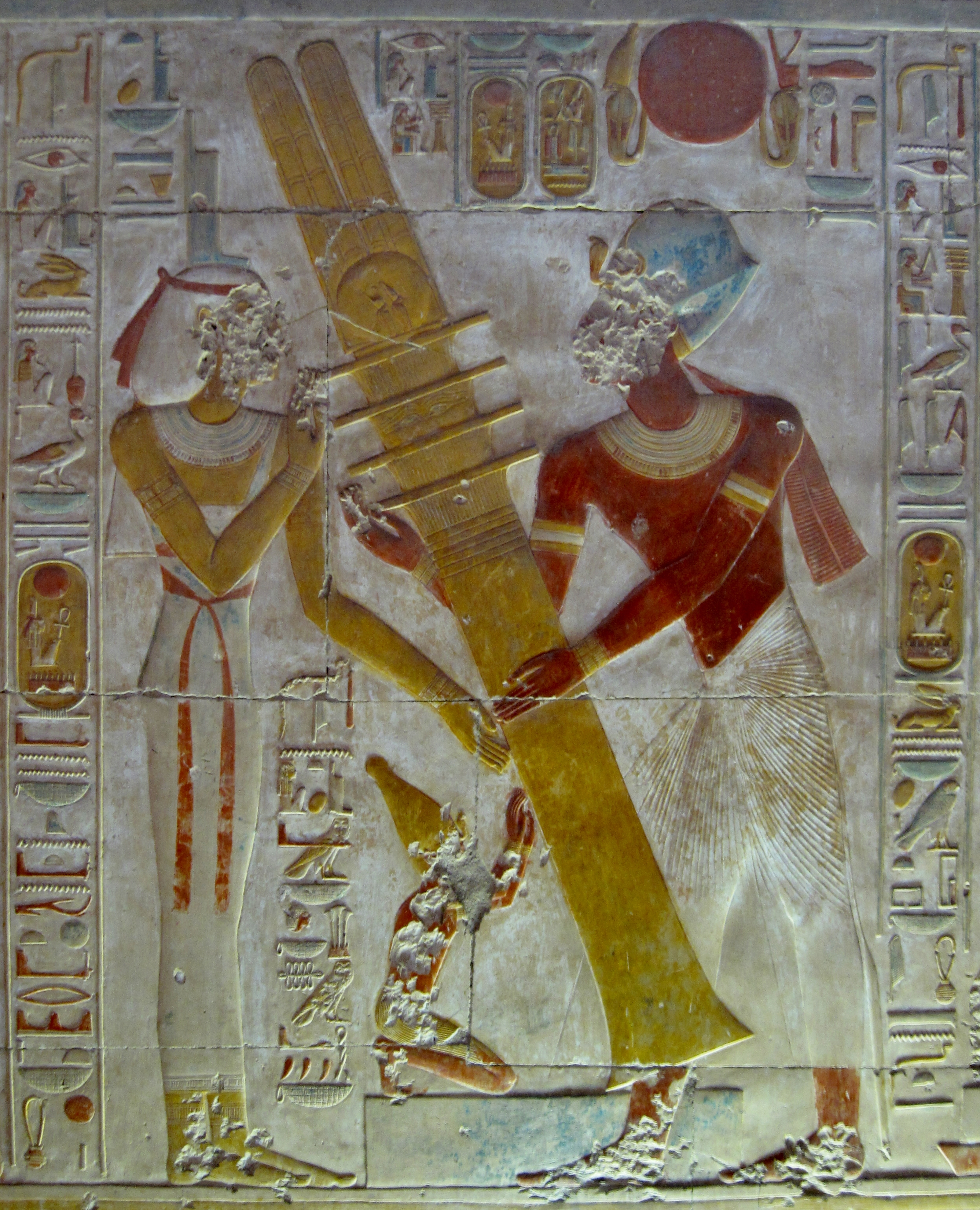
Détail.
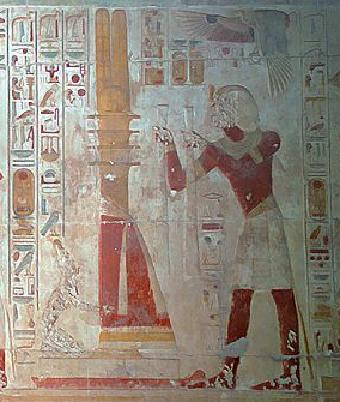
Détail.

## Divinité cosmique

### Osiris qui encercle la Douât

#### Douât
La Douât est un lieu mythique qui n'a pas de localisation géographique précise. Ce lieu est parfois situé dans le ciel, mais d'autres fois sur terre. Les traductions des égyptologues en font un au-delà ou un enfer. La Douât ne correspond toutefois pas vraiment à ces deux concepts. En égyptien ancien, la racine du mot douât est proche du verbe douâ qui signifie « prier, adorer ». Quant au mot douât, sous une autre graphie, il peut aussi signifier « louange, hymne, adoration ». De plus le mot douâou signifie « aube, matin et aurore ». Quant à la planète Vénus elle est soit le douâou netjer (dieu du matin), soit plus simplement Douât. La région de la Douât est ainsi un point de jonction où les vivants et les morts peuvent louer la renaissance de la lumière quand les ténèbres nocturnes disparaissent face à la renaissance du soleil à l'aube.
| D46 | V4 | X1 · N15 |

| D46 | V4 | X1 · N15 |

| N14 | A4 |

| N14 | A4 |

| N14 · X1 | A30 |

| N14 · X1 | A30 |

| N14 | X1 · H8 | I12 |

| N14 | X1 · H8 | I12 |

#### Régénération nocturne
Au Nouvel Empire se crée un nouveau genre de littéraire funéraire ; les « Livres de ce qui est dans la Douât ». Ces ouvrages sont destinés aux personnalités royales et figurent sur les parois de leurs tombes, cénotaphes ou sarcophages.

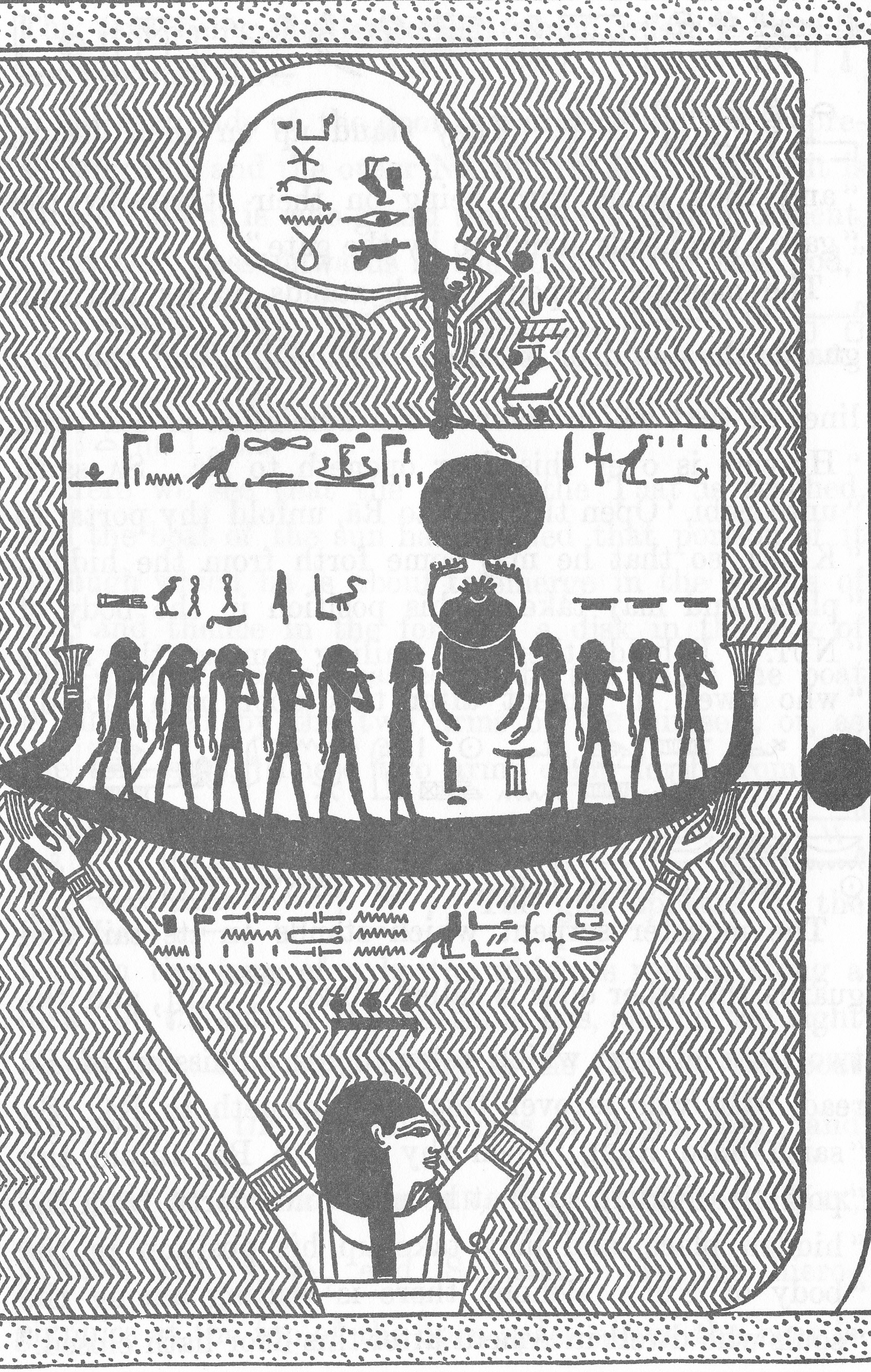
Tableau final du Livre des Portes. D'après le sarcophage du roi Séthi Ier conservé au Sir John Soane's Museum de Londres.

Ces textes, contrairement au Livre des Morts, ne sont pas des compilations de formules magiques de provenance hétéroclite. Ce sont des textes immuables qui décrivent les riches illustrations qui leur sont associées. Le plus ancien ouvrage est le Livre de l'Amdouat apparu sous Thoutmôsis III. Si le Livre des Portes apparaît chez Horemheb, le premier exemplaire complet figure sur le sarcophage de Séthi Ier. La douzième et dernière séquence de cette composition contient une représentation de l'instant où le soleil sort du monde souterrain pour renaître à l'aube. Cette scène est une mise en image de la pensée cosmologique des Égyptiens du Nouvel Empire.
Le dieu Noun semble sortir des eaux primordiales. Il élève de ses deux longs bras la barque solaire. À son bord, le scarabée Khépri (symbole de la renaissance) tient le disque solaire. De part et d'autre du scarabée, les déesses Isis et Nephtys paraissent accueillir ou propulser le soleil renaissant. Ce dernier est reçu dans les bras de Nout la déesse du ciel. Représentée à l'envers, la déesse est debout sur la tête d'Osiris dont le corps forme une boucle qui contient la Douât. La notice dit que : « C'est Nout qui reçoit Rê. ».
Tel le serpent Ouroboros qui se mord la queue, Osiris est lové sur lui-même. Son corps forme un cercle et la notice dit que : « C'est Osiris qui encercle la Douât ». Cette représentation du dieu est une manière de montrer que le temps est cyclique. Le cercle symbolise la perfection et le mouvement. Ce retour permanent des choses et des événements est une succession de régénérations. Osiris et Nout sont représentés à l'envers pour montrer que la Douât n'est pas soumise aux mêmes règles que l'univers ordonné, le soleil y voyageant d'ouest en est. Quand le soleil y entre, il ne peut qu'en ressortir. Le soir, le soleil entre dans l'Occident. Il se régénère lors de son passage dans la Douât. Ce monde de la nuit et de la mort est gouverné par Osiris. Après avoir traversé douze régions et douze portails, le soleil renaît à l'aube quand il sort de l'horizon oriental. Cette sortie du monde souterrain est symbolisée par le second soleil qui se situe à la proue de la barque solaire. Le ciel à travers Nout est situé entre la Douât et l'univers ordonné. Il constitue le lien entre les deux mondes.

### Osiris, le seigneur des millions d'années

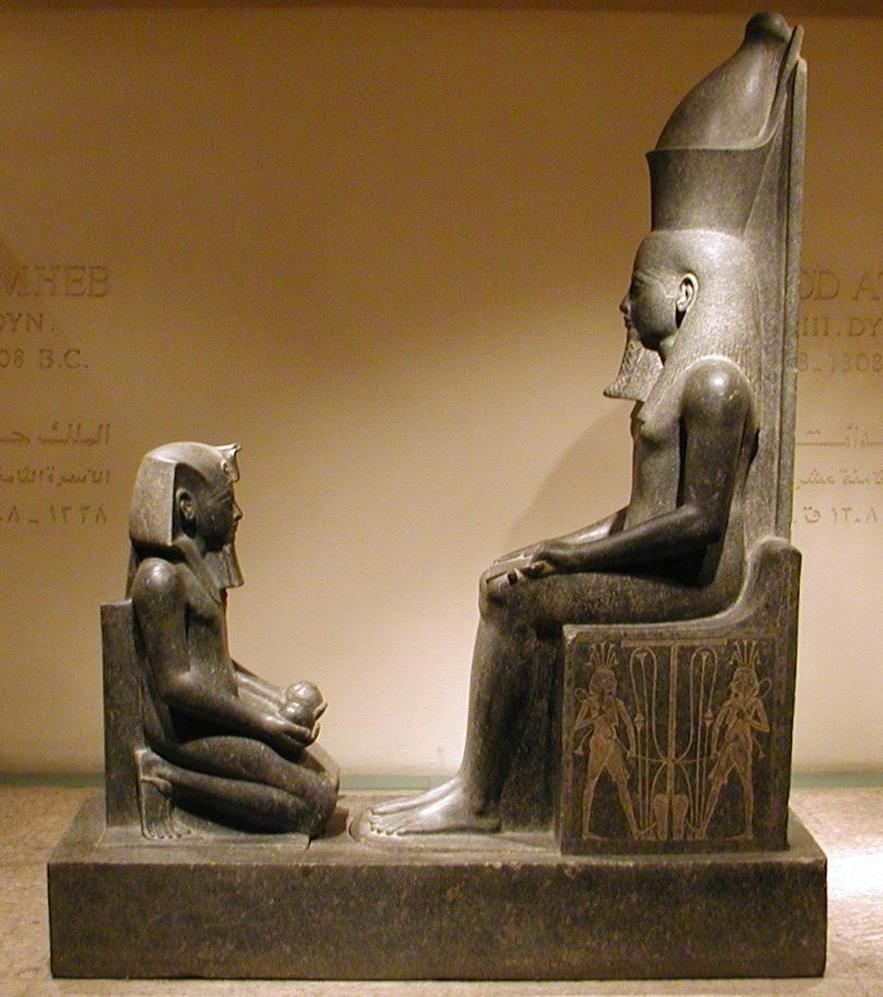
Horemheb en adoration devant Atoum.

La mortalité des dieux égyptiens est souvent évoquée dans un cycle où mort et renaissance alternent, le rajeunissement du dieu n'étant possible qu'à travers sa mort. Mais les documents égyptiens qui évoquent la fin définitive du temps et la disparition finale des dieux sont peu nombreux. Le chapitre 175 du Livre des Morts décrit pourtant très clairement cette situation. À la fin des temps, seuls Atoum et Osiris demeureront. Osiris se lamente de devoir rester dans le monde de l'au-delà. Atoum le console en lui disant que le désert des nécropoles est son royaume, que son fils Horus règne sur les hommes et que sa durée de vie va être très longue. Atoum lui annonce qu'eux deux, seuls, perdureront en retournant dans le chaos des origines sous la forme d'un serpent :

« Tu es destiné à des millions de millions d'années, une durée de vie de millions d'années. Mais moi, je détruirai tout ce que j'ai créé ; ce pays reviendra à l'état de Noun, à l'état de flot, comme son premier état. Je suis ce qui restera, avec Osiris, quand je me serai transformé à nouveau en serpent, que les hommes ne peuvent pas connaître, que les dieux ne peuvent pas voir. »

— Livre des Morts, chap.175, extrait. Traduction de Paul Barguet.

### Osiris Orion
Les Égyptiens désignaient par Sȝḥ la constellation d'Orion. Personnifié par un homme portant la couronne blanche de Haute-Égypte, Sah était considéré comme le souverain des étoiles dont il ordonnait la course dans le ciel nocturne. Sah est l'âme-Ba d'Osiris ou Osiris lui-même selon les différentes traditions Orion, Saḥ. Plusieurs chapitres des Textes des sarcophages sont consacrés à cette constellation (chap.469, 470, 689, 1017). Le chapitre 227 permet au défunt de se transformer en successeur d'Osiris. Le défunt, après avoir affirmé qu'il est Osiris, enchaîne en parlant d'Orion :

« Je suis Orion, celui qui a atteint son Double-Pays, celui qui navigue à l'avant de l'armature du ciel [les étoiles] dans le corps de sa mère Nout ; elle a été grosse de moi selon son désir, et elle m'a enfanté la joie au cœur. »

— Extrait du chap. 227 des Textes des sarcophages. Traduction de Paul Barguet.

### Osiris l'engendreur

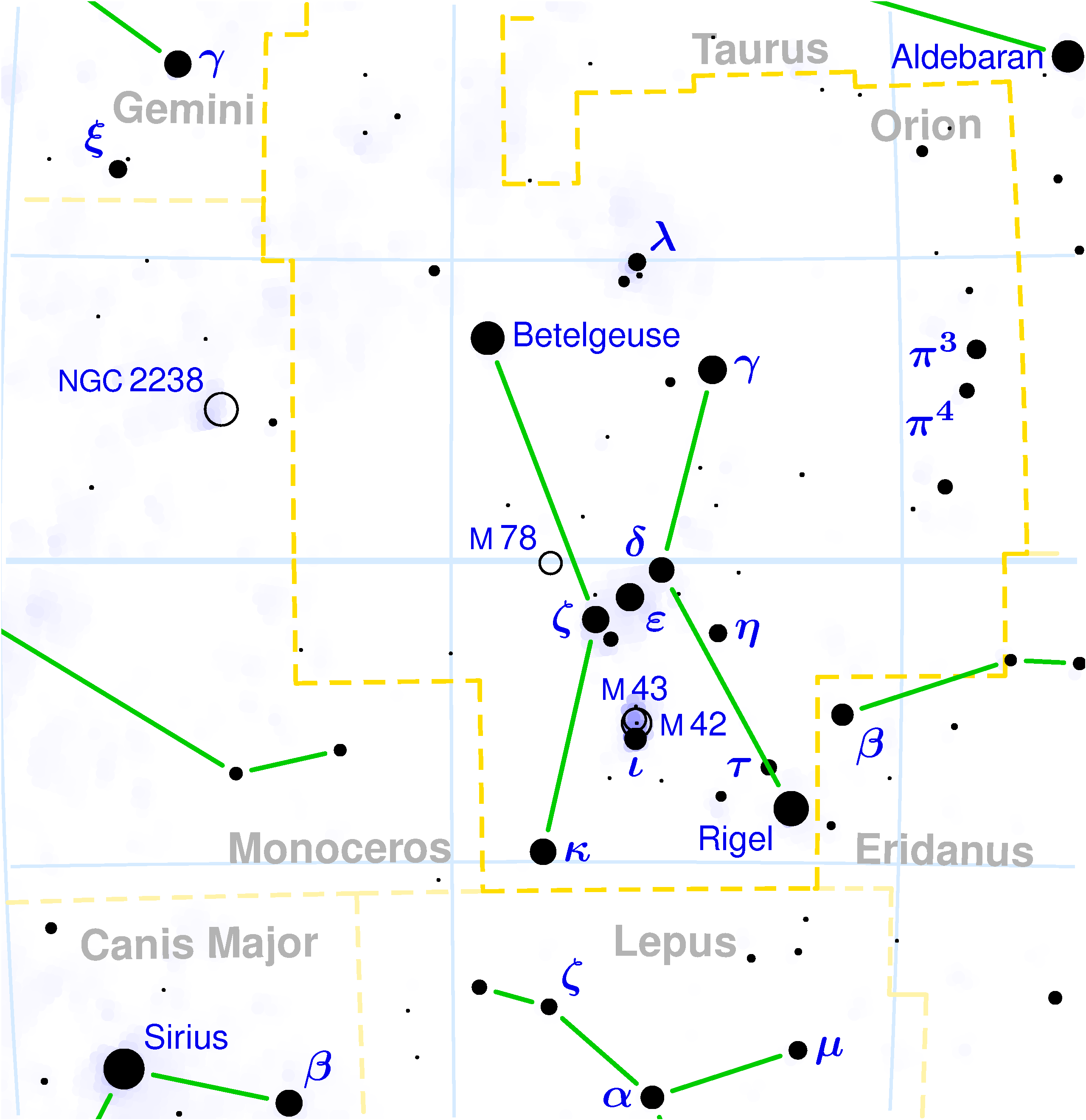
Carte de la constellation d'Orion.

Les chapitres 366 et 593 des Textes des pyramides, très proches dans leur rédaction, relatent la naissance et la conception d'Horus. Il y apparaît que ses parents sont Osiris et Isis :

« Ta sœur Isis est venue à toi, heureuse de ton amour. Après que tu l'as placée sur ton phallus, ta semence a jailli en elle »

— Textes des pyramides. Chap. 366.
La suite du texte est dotée d'une dimension astrale car le fruit de cette union est Hor-imy-Sopedet c'est-à-dire « Horus dans la constellation du Grand Chien ». Osiris assimilé à la constellation d'Orion, transmet son essence stellaire à Horus c'est-à-dire l'étoile Sirius à travers Isis, la constellation du Grand Chien :

« Ta semence a jailli en elle (Isis), perçante (soped) dans Sopedet ; Horus-Soped est issu de toi en son nom de Horus dans Sopedet. »

— Textes des pyramides. Chap. 593.
Cette naissance mythique et astronomique est basée sur une série de jeux de mots théologiques : Soped nom égyptien de l'étoile Sirius, signifie pointu, acéré, adroit, habile et Sopedet signifie triangle et efficacité. L'étoile Sirius-Soped peut alors se référer à une des trois pointes du triangle qu'elle forme avec les étoiles Bételgeuse et Rigel, Sirius-Soped ayant un rôle plus important car ce triangle équilatéral pointe vers elle. Osiris-Orion est le dieu en léthargie ; trois étoiles forment son phallus (vues actuellement comme sa ceinture) pointant vers la constellation du Grand Chien : pour les Égyptiens, celui-ci est Isis sous la forme d'un oiseau, le milan, qui porte en son sein son successeur Horus-Soped (Sirius), celui qui combat efficacement pour restaurer son père dans sa vie et ses fonctions royales.

## Divinité funéraire

### Osiris le chef des Occidentaux

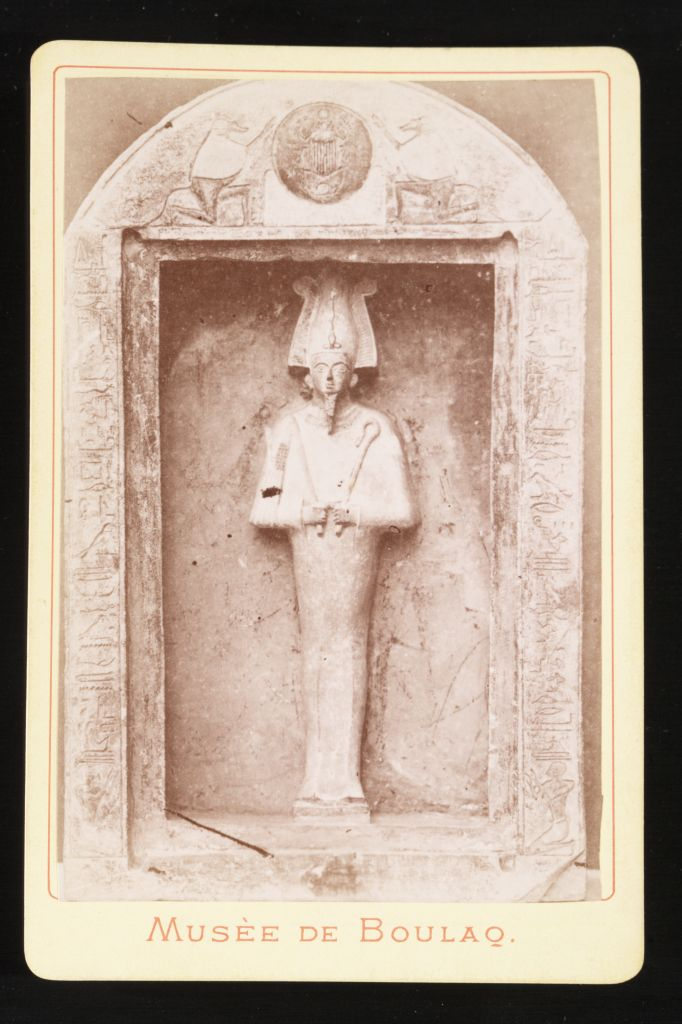
Osiris debout, momiforme et coiffé de la couronne Atef. Photographie de 1881. Musée de Boulaq.

Daté du règne de Ramsès V (XXe dynastie), le papyrus Chester Beatty I contient le conte des Aventures de Horus et de Seth. L'histoire relate les luttes intestines qui font rage au sein de la famille osirienne. Le roi Osiris est mort. Depuis quatre-vingts ans, Horus et Seth se querellent au sujet de la succession au trône. Les dieux égyptiens siègent en tant que jurés au sein d'un tribunal présidé par Rê. Ils sont partagés en deux camps de puissance égale. Horus, adolescent sans grande expérience, est soutenu par une faction menée par sa mère Isis. Quant à Seth, vaillant défenseur de la Barque solaire face à Apophis, sa cause est soutenue par Rê. Si Horus doit faire face aux assauts magiques de Seth, ce dernier doit faire face à ceux d'Isis. Après des milliers de coups fourrés, les dieux du tribunal sont lassés des tergiversations du vieux Rê. Ses jugements successifs sont tous favorables à Horus mais à chaque fois, Seth peut les remettre en cause du fait de son ascendant sur Rê. Sur les conseils de Thot et de Shou, Rê envoie une lettre à Osiris pour connaître son opinion. En réponse, le dieu défunt met en avant ses propres mérites :

« Pourquoi fait-on tort à mon fils Horus ? C'est moi qui ai fait que vous êtes forts. C'est moi qui ai créé l'orge et l'épeautre pour faire vivre les dieux, de même que les troupeaux sous la garde des divinités. Il ne s'est trouvé aucun dieu ni aucune déesse pour faire cela. »

— Les Aventures de Horus et de Seth. Traduction de Claire Lalouette
.
Peu impressionné, Rê raille la puissance d'Osiris en disant qu'avec ou sans lui, l'orge et l'épeautre existeraient quand même. En colère, Osiris menace les dieux de l'Ennéade. Dans la crainte d'une épidémie, les dieux rendent un jugement définitif en faveur d'Horus. L'argument final est que d'Osiris dépend la bonne santé de la création. Il nourrit les dieux et les hommes en tant que dieu de l'abondance. Mais selon son bon plaisir, il peut lâcher contre ses ennemis et les impies une armée de démons pour qu'ils écourtent la joyeuse vie terrestre des êtres vivants :

« Cela est vraiment parfait, vraiment parfait, tout ce que tu as créé, ô inventeur de l'Ennéade ! Mais on a fait en sorte que la justice soit engloutie au sein du monde souterrain. Considère donc la situation, toi. Ce pays dans lequel je suis est empli de messagers au visage féroce, qui ne craignent aucun dieu ni (aucune) déesse. Si je les fais sortir, ils me rapporteraient le cœur de tous ceux qui ont commis des actions viles, mais ils se manifestent ici, en ma compagnie. Et pourquoi est-ce que je passe ici ma vie, en paix dans l'Occident, alors que vous êtes au-dehors, tous, tous ? Qui parmi eux, est plus fort que moi ? Mais vois, ils ont inventé le mensonge. Et lorsque Ptah […] créa le ciel, n'a-t-il pas dit aux étoiles qui s'y trouvaient : "Vous irez vous coucher sur l'Occident, chaque nuit, là où réside le roi Osiris ? Ensuite, les dieux, les nobles et le peuple se coucheront aussi dans l'endroit où tu es"– c'est ce qu'il m'a dit. »

— Les Aventures de Horus et de Seth. Traduction de Claire Lalouette.

### Osiris Ounennéfer
Les anciens Égyptiens ne voyaient pas le décès comme une chose naturelle. En identifiant tous les morts à Osiris, le dieu assassiné, ils ont conçu la mort comme le franchissement d'un seuil situé entre le monde terrestre et le monde de l'au-delà. Le décès est une crise passagère que l'on peut résoudre par le rituel funéraire. Le tribunal d'Osiris symbolise cette étape cruciale car seul celui qui est pur moralement peut prétendre aux rites. Ne se présente devant le tribunal d'Osiris que celui qui est exempt de péchés. Cette pureté est mise en avant dès l'Ancien Empire dans les textes des tombes et mastabas. Les dieux, par l'intercession du roi, accordent aux serviteurs de la monarchie le statut d'Imakhou (possesseur de tombe). Mais on ne peut prétendre à ce privilège que si l'on a respecté et appliqué la Maât. Osiris, en son nom d'Ounennéfer (Existence parfaite), est un modèle à suivre, sa vie exemplaire l'ayant mené à exercer la royauté sur la terre et sur l'au-delà :

« J'ai accompli la justice pour son seigneur, c'est que je l'ai satisfait en ce qu'il aime. J'ai dit la vérité, j'ai accompli la justice, j'ai dit le bien, j'ai répété le bien, j'ai atteint la perfection, car je souhaitais avoir le bien auprès des hommes. J'ai jugé deux plaideurs de sorte qu'ils furent satisfaits. J'ai sauvé le misérable de celui qui était plus puissant que lui en ce sur quoi j'avais autorité. J'ai donné du pain à celui qui avait faim, des vêtements à celui qui était nu, un passage au naufragé, un cercueil à celui qui n'avait pas de fils. J'ai fait une barque pour qui était sans barque. […] »

— Fausse porte de Néferséchemrê dit Chéchi.

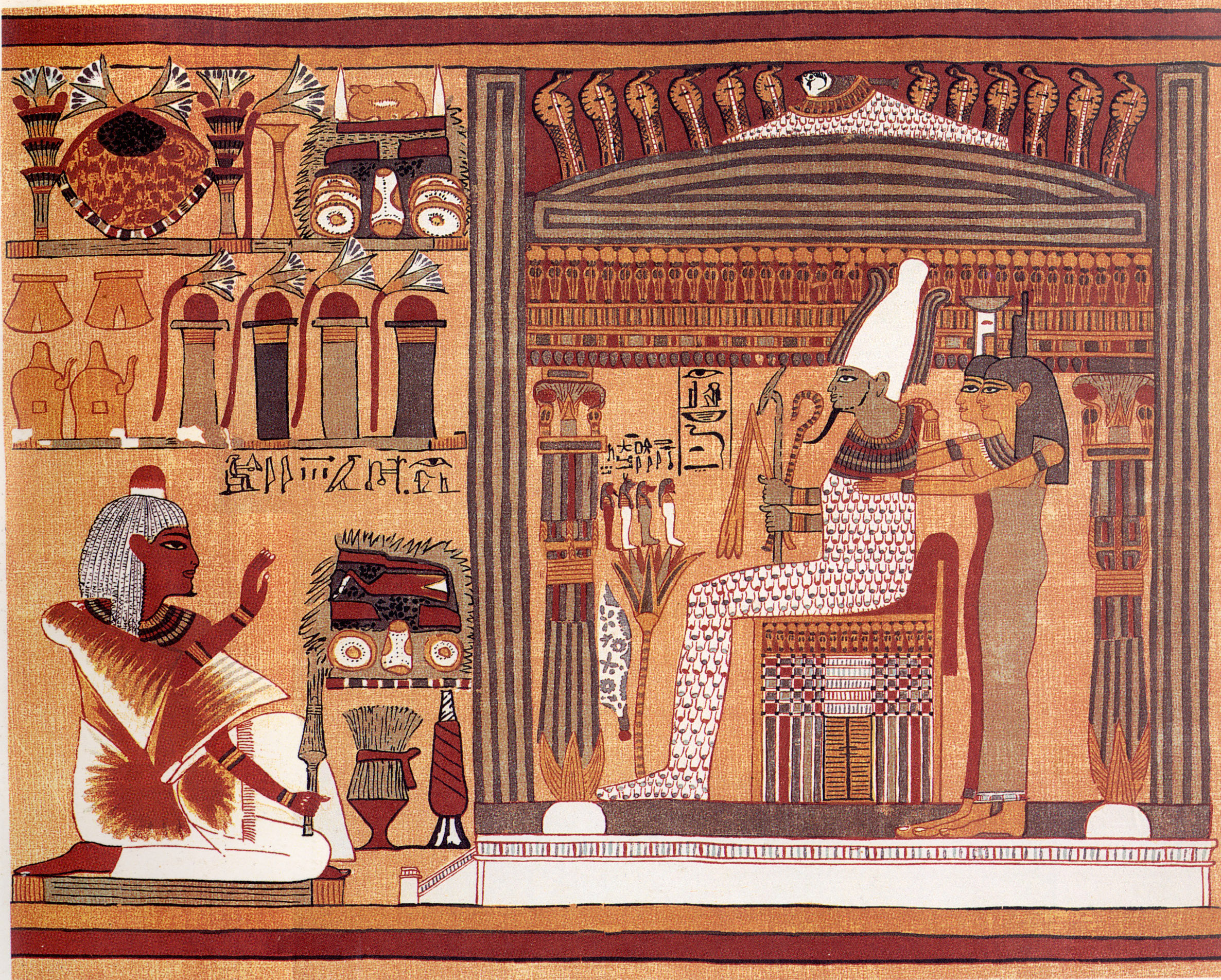
Ani devant Osiris, juge de l'Au-delà. Papyrus d'Ani,.

Au Nouvel Empire, le jugement des morts acquiert sa forme définitive tel qu'il apparaît dans le Livre des Morts (chap. 125). Le passage devant Osiris et ses quarante-deux assesseurs ressemble plus à une épreuve qu'à une procédure judiciaire. Le défunt connaît à l'avance ce que l'on peut lui reprocher et se défend en niant en bloc deux listes de péchés. Une première liste de quarante fautes est niée devant Osiris, puis une deuxième liste de quarante-deux fautes est niée devant les quarante-deux assesseurs qui symbolisent l'ensemble du territoire égyptien. Ces lois conditionnaient l'accès au monde de l'au-delà. Mais le chapitre 125 est plus qu'une formule magique destinée à purifier le défunt. L'Égyptien ne comptait pas seulement sur la puissance de la magie pour sauver son âme. Son passage post-mortem devant Osiris s'accompagnait, durant la vie terrestre, d'une vie inspirée par les lois du tribunal :

« Je suis un noble qui s'est complu en Maât, qui a pris exemple sur les lois de la salle des deux Maât, car j'avais l'intention d'arriver dans la nécropole sans que la moindre bassesse fût associée à mon nom, je n'ai pas fait de mal aux hommes, ni quoi que ce soit que réprouvent leurs dieux. »

— Stèle funéraire de Baki, XIVe siècle,.

### De Osiris-Apis à Sarapis
Le taureau Apis (Hapi en égyptien) symbolise le cycle d'un jeune animal succédant à un aîné qui vient de mourir de mort naturelle. Dès qu'un taureau mourait, les prêtres se mettaient en quête d'un taurillon lui ressemblant puis l'intronisaient. La succession des Apis est attestée depuis Amenhotep III jusqu'à la fin de la dynastie des Ptolémées mais perdura probablement jusqu'au IVe siècle de notre ère. Apis véhicule deux images théologiques ; premièrement la succession royale et deuxièmement, la renaissance osirienne. Apis est ainsi représenté comme un taureau vivant et marchant, comme un animal mort et momifié et comme un humain à tête de taureau. L'Apis défunt devient un Osiris sous le nom d'Osiris-Apis (en égyptien Osor-Hapi).
À la Basse Époque se développe un culte en l'honneur de cet animal mort mais dans les limites de la ville de Memphis. Le culte se pratique dans les milieux égyptiens mais aussi chez les colons grecs installés à Memphis. Un papyrus en langue grecque mentionne le dieu Osérapis dès le IVe siècle avant notre ère. Lorsque la dynastie des lagides s'installe en Égypte, elle met en place à Alexandrie, le culte de Sarapis. Cette divinité prend les fonctions funéraire et agraire du dieu Osiris mais ses représentations sont celles d'un dieu grec : un homme barbu à la chevelure bouclée couronné soit du modius (symbole de fertilité) soit de la couronne Atef (caractéristique d'Osiris).

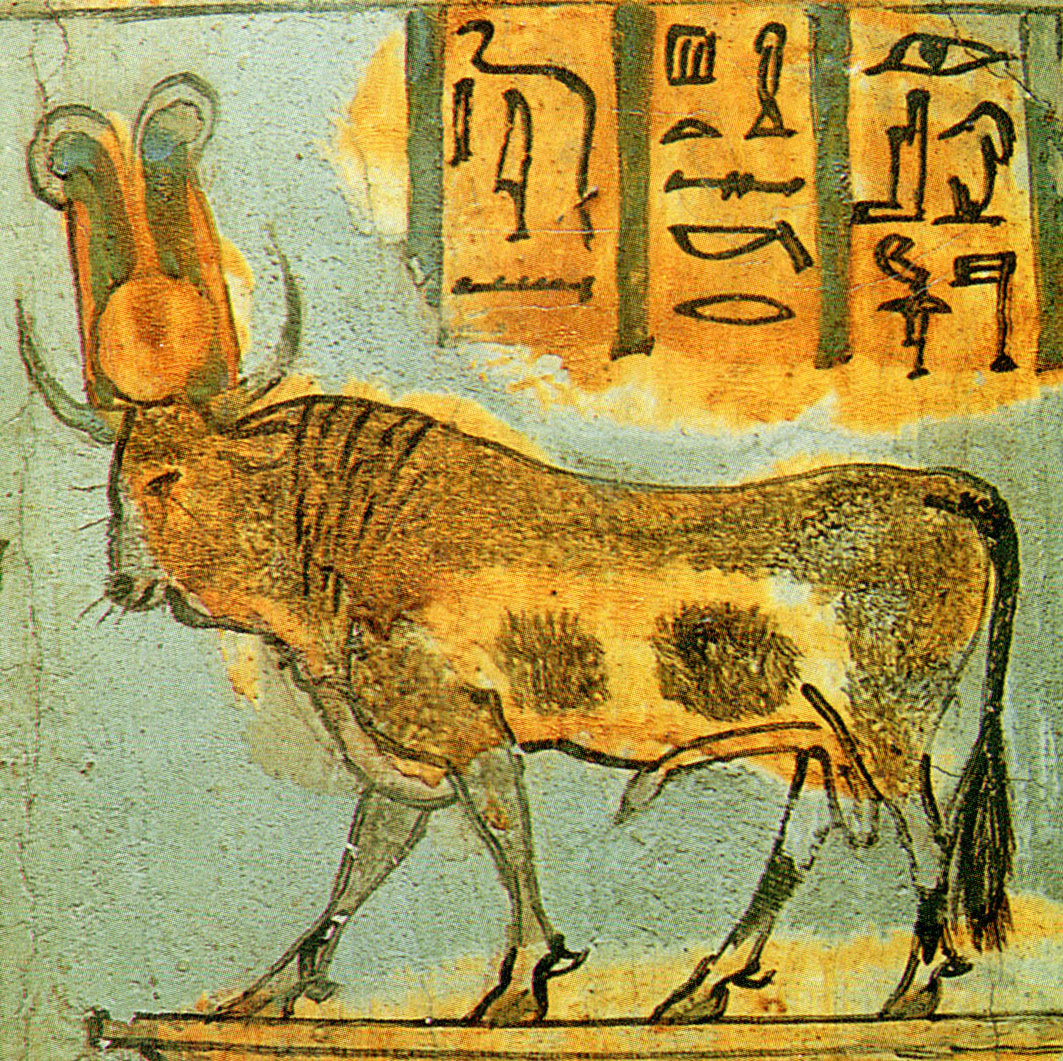
Apis vivant couronné du disque solaire.
Stèle en l'honneur d'Apis mort et momifié.
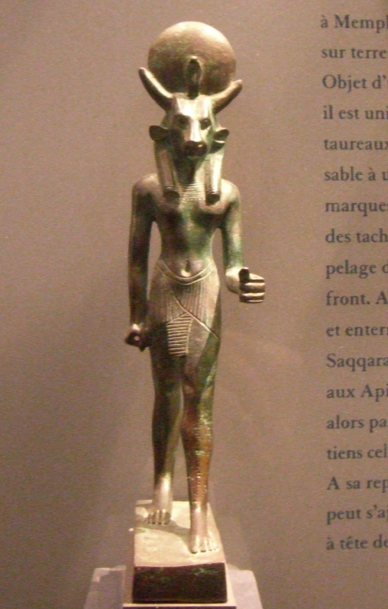
Statuette d'Apis anthropomorphe.
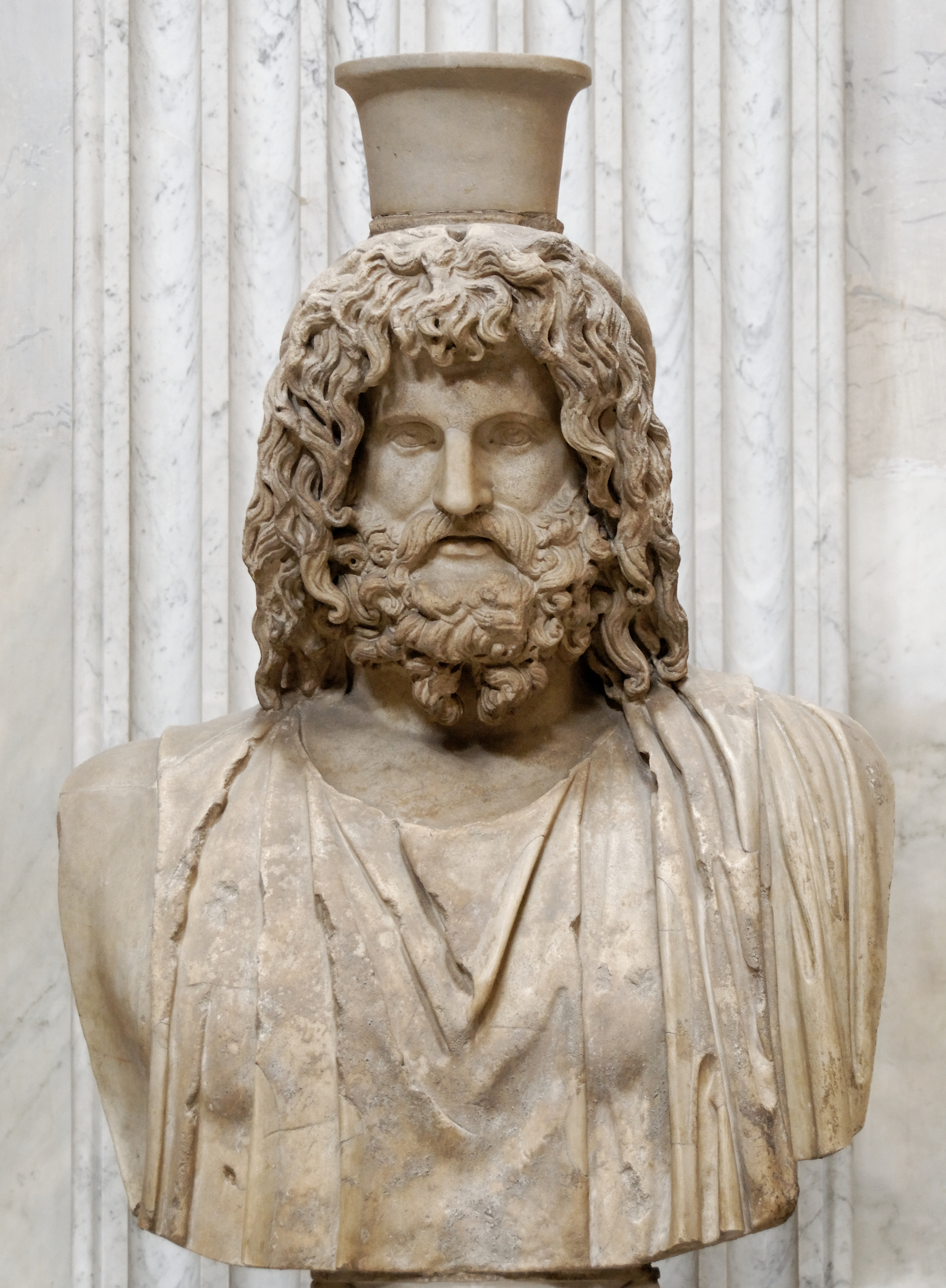
Buste de Sarapis.

## Divinité de la végétation

### Osiris qui préside au grain

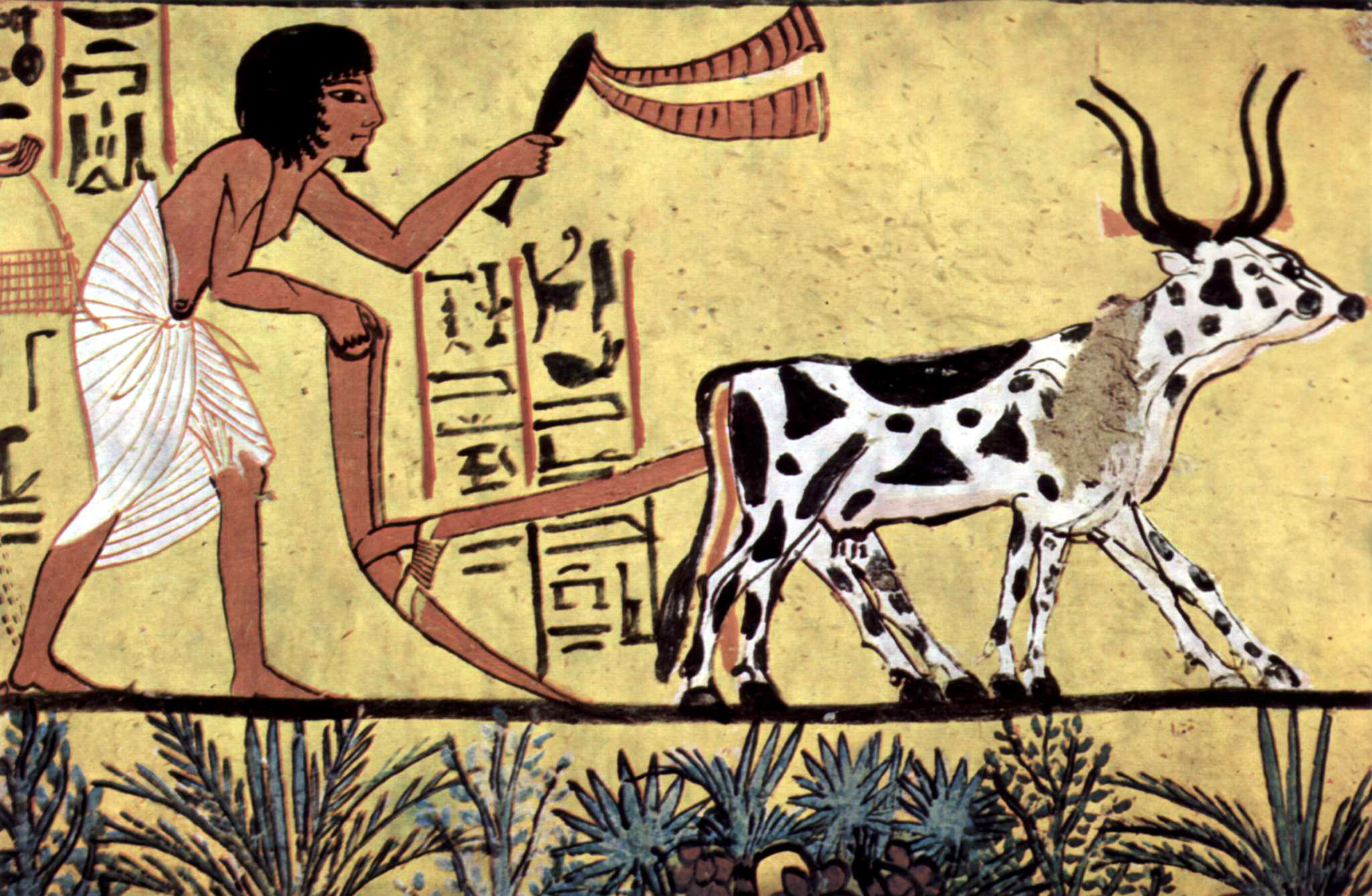
Scène de labour illustrant le chap. 110 du Livre des Morts. Tombe de Sennedjem.

Pour l'anthropologue James George Frazer, les dieux Osiris, Dionysos, Attis et Adonis sont des esprits de la végétation. Osiris est comme le grain enterré lors des semailles qui ressuscite lors de la moisson suivante. Le grain est fécondé par l'eau dans le sol puis, lors des récoltes, il est démembré par les faucilles des faucheurs.
Il n'est pas encore établi avec certitude si dès le départ Osiris est un dieu de la végétation ou si ce côté de sa personnalité s'est greffé par la suite sur ses aspects de dieu funéraire. La fertilité du sol égyptien est en rapport avec le limon charrié par la crue du Nil à laquelle Osiris est associé. Malgré le découpage du corps d'Osiris en morceaux, sa mort physique est présentée comme une léthargie. Cette inconscience d'Osiris est comme celle d'Atoum dans le Noun (l'océan primordial) avant la création de l'univers. Le sommeil du dieu Osiris est contraire à l'ordre établi par le dieu créateur. Néanmoins, sa mort est nécessaire pour que l'humanité puisse dépasser ses limites terrestres et atteindre l'éternité divine. Osiris est le dieu qui s'est noyé dans les eaux du Nil. Son long séjour dans l'eau est vu comme un retour dans le chaos de l'océan des origines. Or cet océan est le milieu d'où jaillit la vie. Le démembrement d'Osiris en seize morceaux est lié au retour annuel de l'inondation du Nil. La hauteur idéale de la crue est de seize coudées et, lorsque ce niveau est atteint Osiris est reconstitué.

« Ô Primordial du Double-Pays tout entier ! nourriture et aliments devant l'Ennéade, Akh parfait parmi les akhou pour qui le Noun répand son eau […] Les plantes poussent selon son désir et pour lui la terre productive fait constamment naître les aliments […] [Geb] a mis sous sa main ce pays, son eau et son vent, son herbe et tous ses troupeaux, tout ce qui vole et tout ce qui se pose, ses reptiles et ses animaux du désert, (tout cela) offert au fils de Nout : et le Double-Pays s'en réjouit ! […] ce qu'entoure le disque solaire est soumis à ses desseins ; (de même) le vent du nord, le fleuve, les flots, l'arbre fruitier et tout ce qui pousse. C'est Nepri qui donne toute sa végétation, la nourriture du sol. Il instaure le rassasiement et le procure à tous les pays. Tout être est heureux, tout cœur est joyeux. »

— Grand Hymne à Osiris. Nouvel Empire. Stèle du Louvre C286.

### Festivités du mois de Khoïak

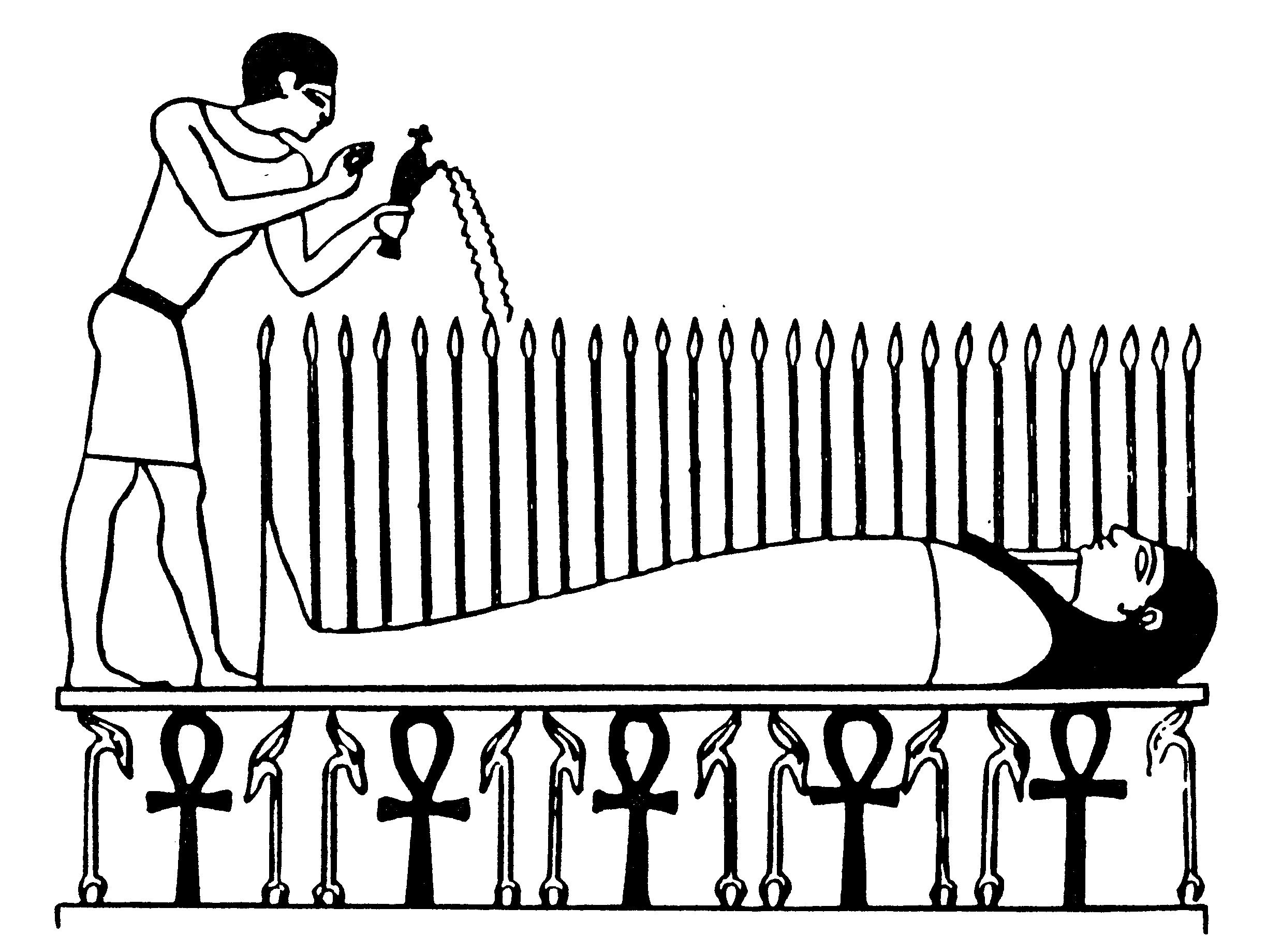
Osiris végétant. Temple de Philæ.

Élaboré à l'origine à Abydos et Busiris, le rite des festivités du mois de Khoïak gagne dès la XIe dynastie tous les temples censés conserver une relique du corps osirien dépecé.
Le cycle de la germination du grain a été vu par les Égyptiens comme une métaphore de leur conception de la mort. Une des images de la renaissance d'Osiris est la figuration d'épis de céréales poussant sur son corps momifié. Cette représentation était réellement mise en œuvre dans les temples selon le rituel du mois de Khoiak. Dans une cuve en forme de momie, les prêtres plaçaient un mélange terreux, où du grain se mettait à germer (lors de recherches sous-marines, une cuve de ce genre a été retrouvée à l'intérieur du téménos du temple d'Amon et Khonsou de la ville engloutie de Héracléion). Cet Osiris végétant, une fois placé au soleil puis desséché, était placé dans une barque sacrée puis transporté vers la nécropole de la ville de Canope. Cette momie végétale y était éliminée, soit enterrée soit jetée à l'eau.
Dans les tombes, on pouvait placer des petits moules de ce genre, appelés dans le milieu égyptologique « Osiris végétant » ou « Osiris céréales ».

## Culte des reliques sacrées

### Osiris dans toutes ses tombes
Le culte d'Osiris s'est diffusé sur l'ensemble du territoire égyptien. Cependant plusieurs villes se sont distinguées du fait de leur rapport particulier avec le mythe du démembrement d'Osiris. Les traditions divergent quant au nombre des membres osiriens dispersés dans le pays ; de quatorze à quarante-deux selon les différentes versions. D'après Plutarque, Seth noya son frère Osiris en l'enfermant dans un coffre jeté dans le Nil. La dépouille dériva jusqu'à Byblos (Liban) où elle fut retrouvée par Isis. La déesse ramena le coffre et le corps en Égypte près de Bouto. Mais lors d'une partie de chasse, Seth retrouva le corps d'Osiris. Fou de rage, il démembra le corps en quatorze morceaux et les dispersa de tous les côtés. Désespérée, Isis se mit en quête de les retrouver et partit à leur recherche à travers tout le pays. Chaque fois qu'elle retrouvait un morceau elle en confia la garde au clergé du lieu pour que la mémoire d'Osiris soit honorée.
Dans le premier chapitre du Livre des Morts, le défunt se présente comme un prêtre du culte d'Osiris, dans l'espoir de bénéficier lui aussi des rites funéraires inaugurés par le dieu démembré. Le défunt énumère ainsi quelques villes où, de son vivant, il a honoré Osiris. La participation aux rites de ces lieux sacrés permet de gagner la faveur des dieux. Dans l'au-delà, les dieux ne prennent soin que de ceux qui les ont honorés. Participer de son vivant aux rites en relation avec l'embaumement d'Osiris permet, une fois décédé, de pouvoir contempler le dieu et de survivre dans son royaume :

« Je suis avec Horus, comme protecteur de cette épaule gauche d'Osiris qui est à Létopolis ; je vais et je viens, tel une flamme, le jour de chasser les rebelles hors de Létopolis.
Je suis avec Horus, le jour de célébrer les fêtes d'Osiris et de préparer les offrandes pour Rê, à la fête du sixième jour du mois et à la fête-deni, à Héliopolis.
Je suis le prêtre-ouâb à Bousiris, et j'exalte Celui qui est dans le tertre.
Je suis le prophète d'Abydos, le jour où le sol est haut.
Je suis celui qui voit les mystères à Ro-sétaou.
Je suis celui qui lit le cérémonial du Bélier qui est à Mendès. »

— Extrait du chap.1 du livre des morts. Traduction de Paul Barguet.

### Phallus de Mendès
Plutarque, dans sa version du mythe d'Osiris rapporte que la déesse Isis retrouva tous les membres dispersés à l'exception du phallus mangé par des poissons. Pour le remplacer, elle en fit une imitation. Cependant, la ville de Mendès a conservé une autre tradition mythique. La relique qui est honorée dans cette ville est le phallus attaché à la colonne vertébrale. Ces deux membres ne font qu'une seule relique car les Égyptiens, (et les Grecs après eux), pensaient que la moelle osseuse descendait de la colonne vertébrale vers les testicules et ressortait par le phallus sous la forme du sperme. La semence dans le corps de la femme formait alors les os de l'enfant, les humeurs féminines formant les chairs. Tardivement, le pilier Djed fut assimilé à cette relique, la ville de Mendès portant en langue égyptienne le nom de Djedet ou Perbanebdjedou ; le dieu de Mendès étant depuis les débuts de l'Égypte pharaonique le bélier Banebdjedet. Ce dernier était considéré comme l'âme-ba d'Osiris. En fait cet animal portait en lui quatre âmes-ba, celles de Rê, de Shou, de Geb et d'Osiris ; aussi le représentait-on avec quatre têtes de béliers.

### Philæ et l'Abaton de Biggeh

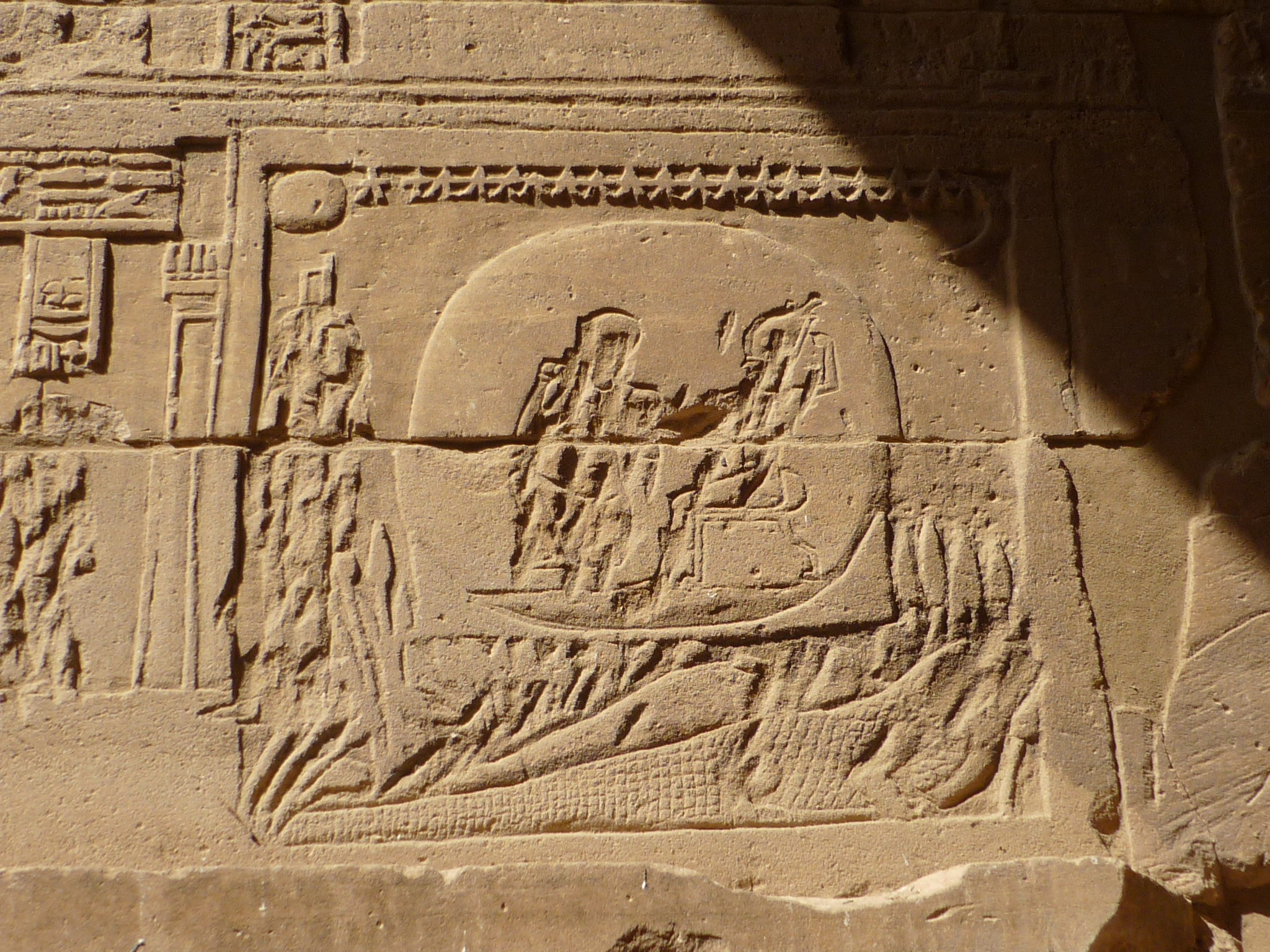
Horus en crocodile porte la momie d'Osiris hors des marais vers l'Abaton de Biggeh. Relief de la Porte d'Hadrien à Philæ.

Pour les Égyptiens, l'eau de la crue du Nil provient du monde souterrain et sort d'une caverne située dans la région de la première cataracte. On situa d'abord cette source mythique à Éléphantine, la ville du dieu bélier Khnoum. Puis, à la Basse Époque, la source du Nil fut surtout assimilée à l'Abaton de l'île de Biggeh. La crue jaillissant de la blessure infligée par Seth à la jambe gauche d'Osiris conservée en ce lieu. Le culte au profit d'Osiris y remonte probablement au VIe siècle à partir du règne de Psammétique II. Abaton est un mot issu du grec ancien : ἂβατον et signifie « inaccessible ». Les noms égyptiens de l'Abaton sont Iat-ouâbet, « La Place pure » et Iou-ouâbet, « L'Île pure ». L'Abaton est un des tombeaux d'Osiris. Ce lieu sacré est une nécropole où Isis retrouva la jambe gauche de son frère démembré. Les cultes d'Osiris de l'Abaton de Biggeh étaient intimement liés à ceux d'Isis de l'île de Philæ :

« On dit aussi qu'il y a près de Philæ, une petite île à tout le monde inaccessible ; les oiseaux ne s'y abattent jamais, et les poissons ne s'en approchent pas. Toutefois, à une époque déterminée, les prêtres traversent l'eau pour aller y faire des sacrifices funèbres, couronner le tombeau qui s'y trouve et qui est ombragé par un plan de méthida dont la hauteur dépasse celle de tous les oliviers. »

— Sur Isis et Osiris. Plutarque.
La statue de la déesse sortait en procession tous les dix jours de son temple de Philæ pour se rendre en barque à Biggeh. Isis y effectuait, par l'entremise de ses prêtres, des actes rituels comme des libations de lait pour Osiris ; le but étant de ranimer sa vigueur. Les rites sont tournés vers l'âme-Ba d'Osiris pour qu'il s'unisse à son corps et réveille la momie dormant dans l'Abaton. Outre ces rituels décadaires, les moments forts de l'année sont les séjours d'Isis et d'Harendotès dans le tombeau le treizième jour du mois d'Epiphi et les rituels de régénération du mois de Khoiak.

### Menaces magiques contre le culte
Vers le début du IVe siècle de notre ère, le néoplatonicien Jamblique dans son traité sur les Mystères d'Égypte explique aux adversaires de la théurgie le mécanisme opératoire des menaces verbales contre les cultes et festivités rendues à Osiris et à Isis. Selon lui, les menaces proférées par le magicien ne sont pas destinées aux dieux (soleil, lune, étoiles) mais à des esprits inférieurs. Ces derniers, sans jugement ni raison, se contentent d'obéir aux ordres de leurs supérieurs divins. Les menaces verbales terrorisent ces esprits. Lors d'un cérémonial, un magicien exercé peut facilement les berner en se présentant à eux sous la forme d'une divinité supérieure.
Au XIIe siècle, le conte des Aventures d'Horus et de Seth se termine par une mention de ces esprits inférieurs. Pour obtenir gain de cause, Osiris menace les autres dieux de les envoyer contre eux. Si Horus n'obtient pas le trône alors une horde d'esprits hostiles s'abattra sur la terre et les êtres vivants, dieux et humains, rejoindront plus tôt que prévu le royaume de l'Au-delà. Les papyrus magiques de Turin sont datés de la même époque. Une formule magique utilise la menace verbale contre les fêtes et les cultes osiriens. Le but de l'incantation est de guérir une personne malade car envoûtée par un envoyé d'Osiris. La guérison passe par un nécessaire désenvoûtement. Le magicien-guérisseur présente la chose sous la forme d'un décret royal rédigé par Osiris. L'ordonnance contraint l'entité maléfique à quitter le corps de la victime. Pour que la chose se réalise, le magicien l'effraye en proférant de sombres menaces sur le culte osirien. La bonne marche de l'univers garantie par le culte rendu à Osiris ne peut se poursuivre qu'à la condition de son départ hors de sa victime :

« Si l'on tarde à chasser l'ennemi, l'ennemie, le mort, la morte, ou n'importe quelle chose exécrable, alors l'ennemi du ciel divisera le ciel, l'ennemi de la terre renversera la terre, et Apophis s'emparera de la barque des millions d'années ; l'eau ne sera pas donnée à celui qui est dans le cercueil, celui qui est à Abydos, ne sera pas enseveli, celui qui est dans Bousiris, ne sera pas caché, on n'exercera pas des rites pour celui qui est dans Héliopolis, on ne présentera pas d'offrandes aux dieux dans leurs temples, les hommes ne présenteront plus d'offrandes à aucun dieu dans aucune fêtes.
Mais si l'on chasse le mort et la morte, l'ennemi et l'ennemie, l'adversaire mâle et l'adversaire femelle, et les choses exécrables qui sont dans ce corps-ci […] alors le ciel restera stable sur ses quatre piliers, la terre restera dans sa position, l'eau sera donnée à celui qui est dans le cercueil, celui qui est à Abydos, sera enseveli, celui qui est dans Bousiris sera caché, on exercera des rites pour celui qui est dans Héliopolis, on présentera des offrandes aux dieux dans leurs temples, les hommes présenteront des offrandes à tous les dieux dans toutes leurs fêtes aussitôt que le mort, la morte, l'ennemi, l'ennemie, l'adversaire mâle, l'adversaire femelle sortiront sur la terre du corps de (nom du malade), fils de (nom de la mère). »

— Papyrus magiques de Turin (Extraits).

## Osiris dans le nome d'Abydos

### Nécropole royale
Très anciennement, le dieu funéraire d'Abydos fut le canidé Khentamentiou « celui qui préside les Occidentaux (les défunts) », vénéré depuis la fin de la période prédynastique. Si le culte d'Osiris s'installa dans la ville sous la Ve dynastie, il ne prit son essor qu'à partir de la Première Période intermédiaire, ce qui provoqua la fusion des deux divinités funéraires sous la XIe dynastie, lorsque le roi Antef II fit passer Abydos sous son autorité. Osiris supplanta alors complètement Khentamentiou et ce dernier devint une simple appellation d'Osiris. Au Moyen Empire, la ville d'Abydos s'érigea en tant que lieu principal du culte osirien. Cependant son apogée se situa sous la XIXe dynastie quand les rois Séthi Ier et Ramsès II entreprirent de grands travaux.
Le prestige de la nécropole d'Abydos est très ancien car il remonte très loin dans l'histoire ; les tombes ou les cénotaphes des premiers rois égyptiens y étant situés. Les recherches archéologiques ont ainsi mis au jour des tombes royales remontant à la dynastie égyptienne zéro (Scorpion Ier), mais aussi des deux dynasties thinites (Ire et IIe dynastie). Par la suite, la nécropole royale fut transférée plus au nord, à Memphis (Saqqarah). Abydos devint alors un lieu semi-mythique des origines de la royauté. Le tombeau du roi Djer, édifié vers l'an 3000 avant notre ère fut identifié par les croyants du Moyen Empire, (soit un millénaire plus tard), comme étant celui du dieu Osiris. Cette tombe devient au Nouvel Empire un lieu de pèlerinage.

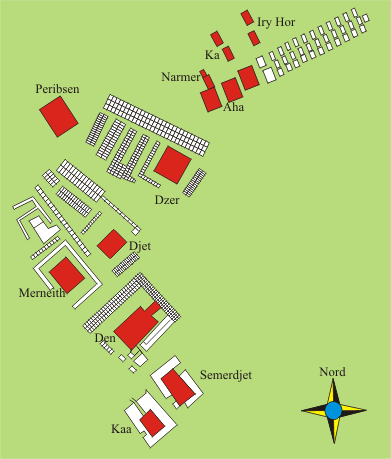
Plan de la nécropole des rois thinites.
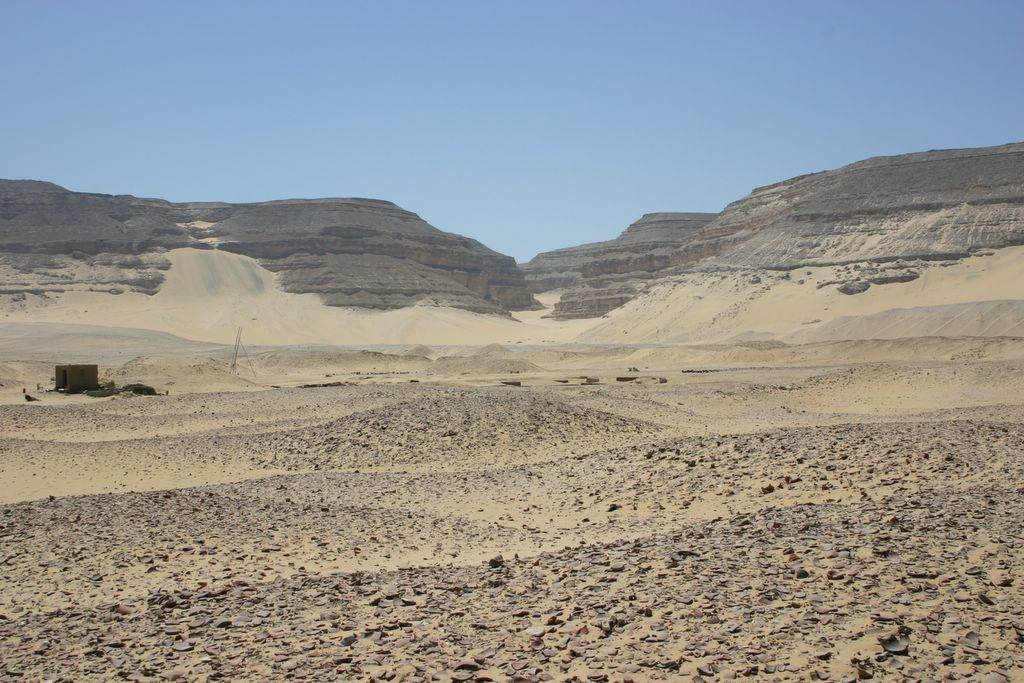
Vue sur la nécropole d'Oumm el-Qa'ab.
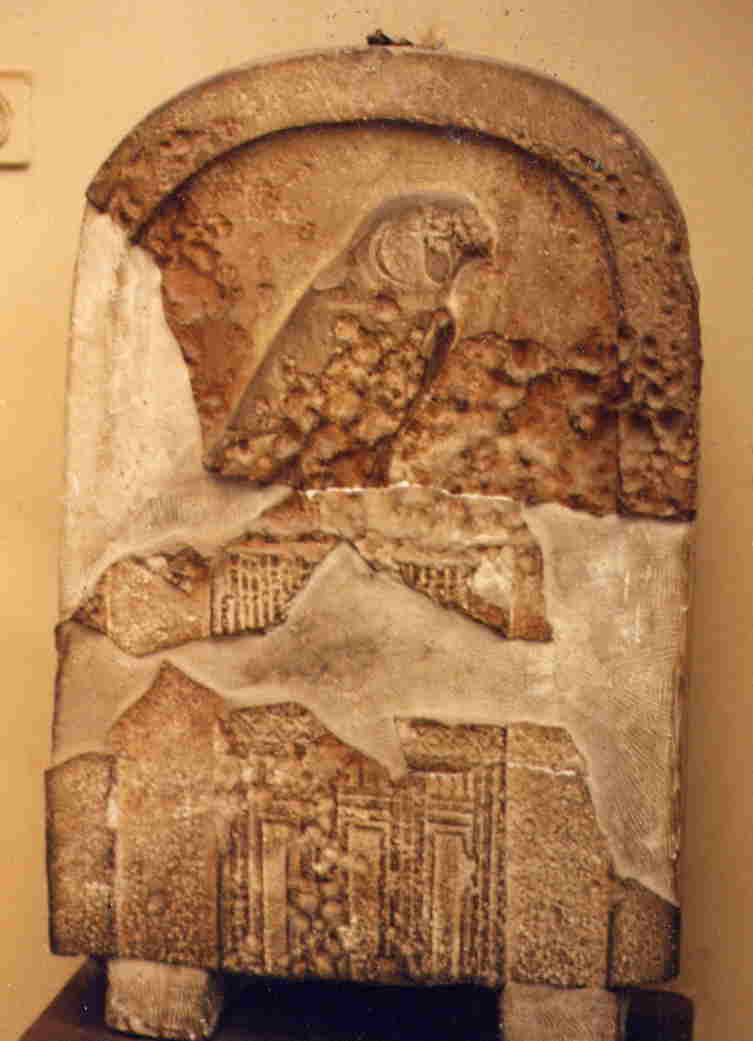
Stèle du roi Djer (Ire dynastie).

### Tête d'Osiris
Au Moyen Empire, le prestige d'Abydos tenait au fait que la ville était la dépositaire d'une relique osirienne confiée par les dieux ; ces derniers ayant trouvé la tête d'Osiris non loin de la nécropole :

« Le 19 du quatrième mois du printemps, c'est le jour où fut trouvée la tête établie dans le Gebel de l'Ouest. Anubis, Thot et Isis s'étaient rendus à la nécropole ; un oiseau-qebeq et un loup veillaient sur elle. Thot souleva la tête, et trouva sous elle un scarabée. Alors, il fit qu'elle reposât dans la nécropole d'Abydos jusqu'à ce jour. On a appelé Abydos : la ville du scarabée, à cause de cela. Quant à l'oiseau-qebeq, c'est Horus, maître de Létopolis. Quant au loup, c'est Anubis. »

— Papyrus Jumilhac. Traduction de Jacques Vandier.

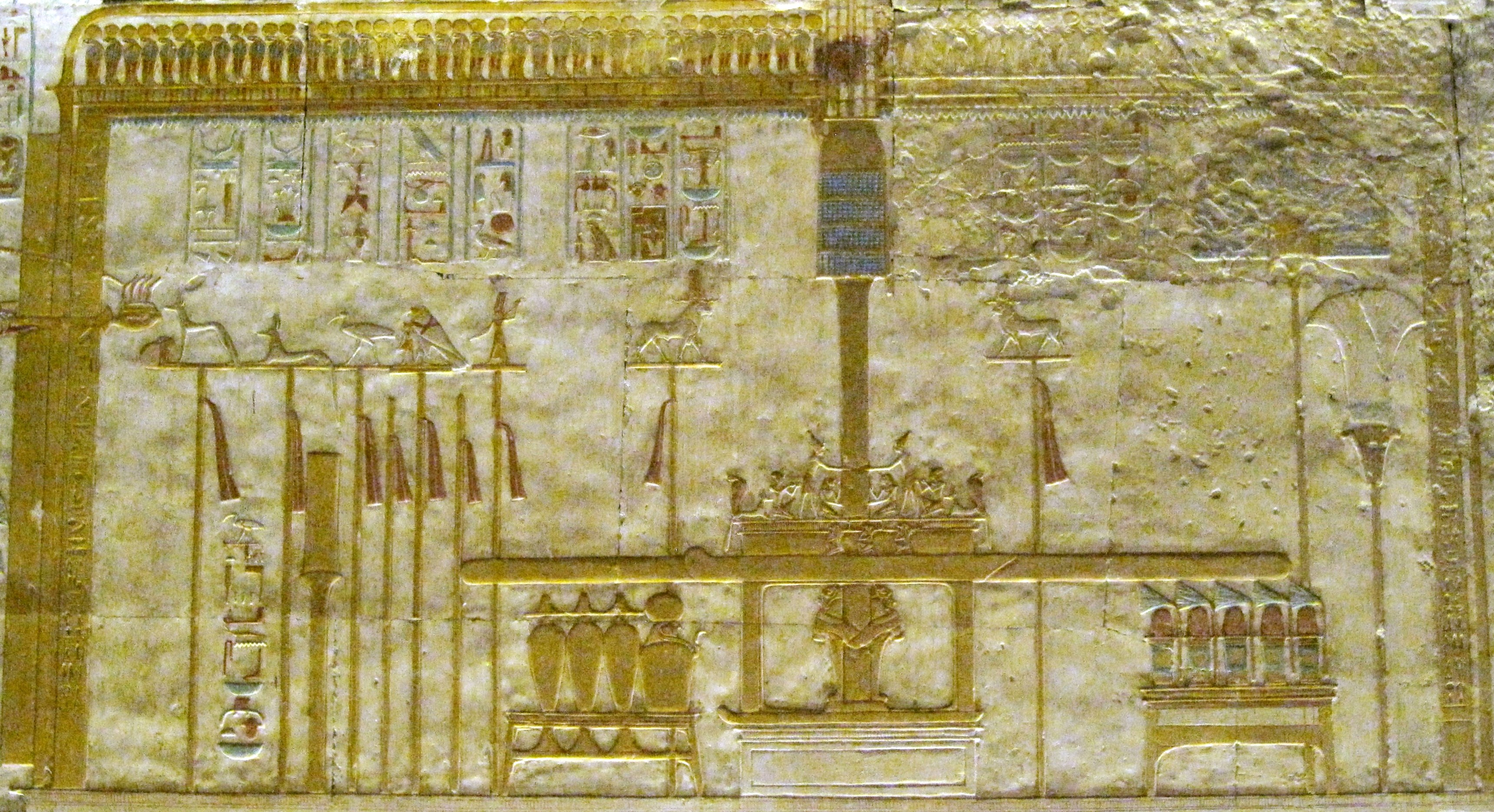
Reliquaire d'Abydos. Relief du temple de Séthi Ier,.

La relique est un objet sacré mais fragile. Dans la crainte d'un éventuel attentat séthien, la relique est déposée et cachée dans un reliquaire. Ces derniers peuvent prendre différentes formes, coffre, obélisque, vase, peau d'animal. La relique d'Abydos est renfermée dans une corbeille juchée sur un poteau :

« Quant au reliquaire-insout, c'est une corbeille de roseaux (n sout), c'est-à-dire de jonc. La tête du dieu y est enveloppée. Autrement dit, le reliquaire est appelé « roi » (nesout) à cause de la tête (qui y est placée) dans un coffre mystérieux inconnu. Celui-ci est une corbeille de (joncs) tressés, une châsse dont on ignore ce qui est à l'intérieur. La tête vénérable avec une couronne blanche est en elle, faite en pâte, enveloppé d'or. Sa hauteur est de trois palmes, trois doigts (28,2 cm). »

— Mur du temple de Dendérah. Traduction de Sylvie Cauville.

### Festivités abydéennes
Les temples égyptiens étaient des lieux fermés au public profane. La statue du dieu restait cachée tout le long de l'année dans le naos (ou saint des saints) de l'édifice religieux. Cependant le dieu sortait annuellement au dehors du temple. Cette sortie était le prétexte d'une grande fête où lors de quelques moments forts, tout un chacun pouvait participer. À Abydos, cette sortie se déroulait en début d'année au commencement de la saison de l'inondation. La statue du dieu Osiris transportée dans une barque quittait son temple pour se rendre en grande pompe jusqu'à sa tombe située dans un lieu dénommé Ro-Peker. Là, on commémorait sa mort puis son triomphe sur ses ennemis. Après cela, la statue regagnait son temple. Les festivités osiriennes d'Abydos s'inspirent des rituels funéraires royaux memphites du temps des pyramides et célébrés pour les pharaons décédés de l'Ancien Empire, transposés sur le plan divin et répétés annuellement pour Osiris.

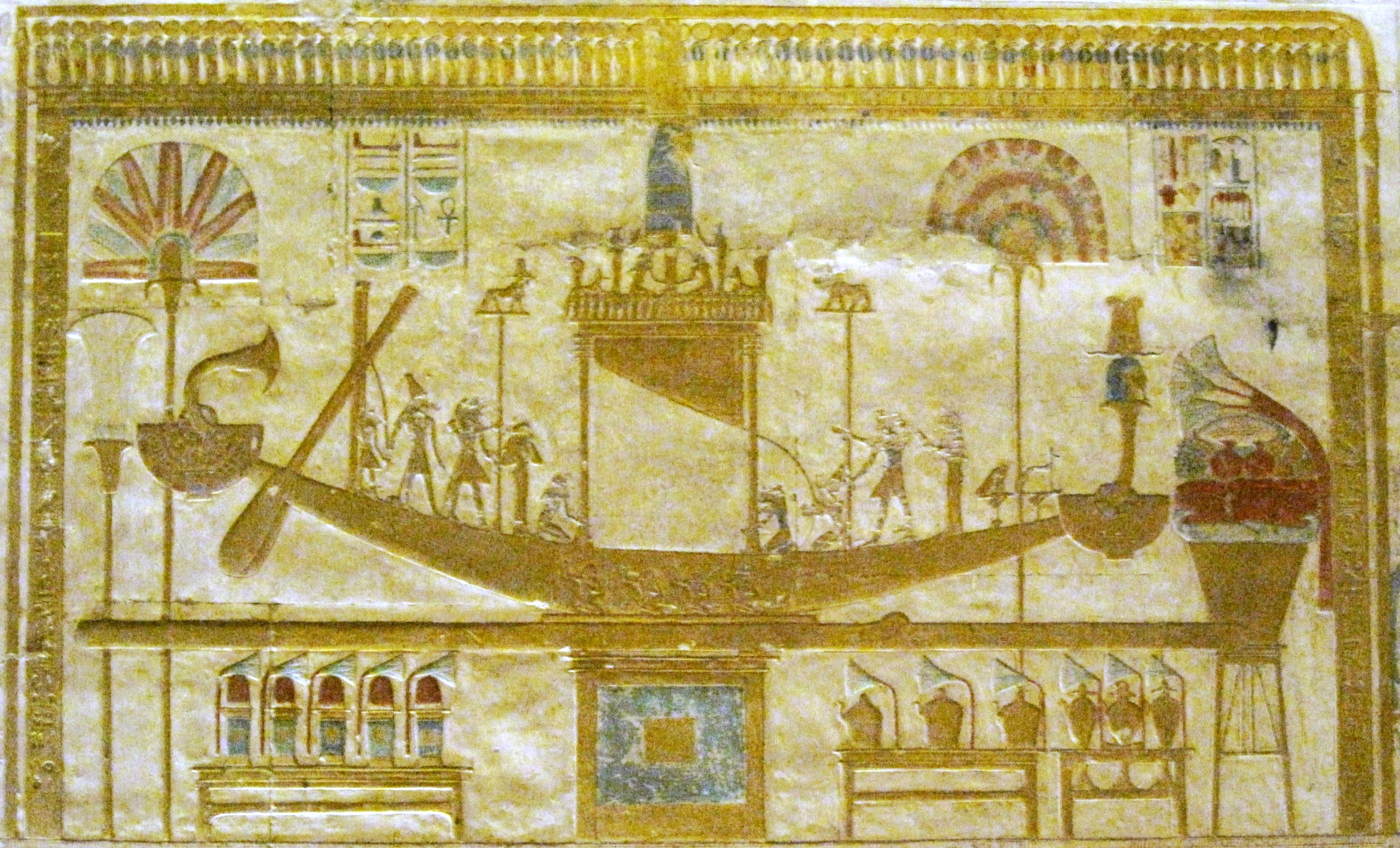
Barque sacrée. Relief du temple de Séthi Ier,.

Ikhernofret, sur sa stèle conservée à Berlin, relate les évènements festifs qui se sont déroulés sous sa direction, durant la 19e année du règne du roi Sésostris III. Alors âgé de vingt-six ans, il est envoyé sur ordre royal à Abydos. Il doit rendre hommage à Osiris, en le comblant d'or après une victoire du roi contre les Nubiens. Avant de participer aux célébrations osiriennes en jouant le rôle d'Horus, Ikhernofret fait rénover la barque Neshmet, fait façonner des statues et fait reconstruire leurs chapelles. Les festivités se déroulent en quatre actes :
- La procession d'Oupouaout, l'Ouvreur de Chemin. La divinité est ici une manifestation d'Horus qui combat au nom de son père Osiris contre ses ennemis séthiens. Les ennemis sont symboliquement écrasés lors d'un rituel magique où des statuettes de cires et des vases les représentants sont malmenés puis détruits[111].

« Je « jouai » la sortie de « l'Ouvreur-de-chemins », lorsqu'il s'avance pour venger son père ; je chassai les ennemis de la barque Neshmet, je repoussai les ennemis d'Osiris. Je « jouai » ensuite une grande sortie, tandis que Thot dirigeait droitement la navigation. »

— Stèle d'Ikhernofret. Traduction de Claire Lalouette
- La procession de la barque Neshmet. C'est la grande procession des funérailles du dieu Osiris. La statue du dieu, dans sa barque, quitte le temple en direction de la nécropole. Ce rituel sacré est si grand que même les défunts souhaitent y prendre part. La formule magique 138 du Livre des Morts permet ainsi d'y assister post-mortem[113].

« J'avais équipé d'une belle chapelle la barque (appelée) « Celle qui apparaît en gloire grâce à la Vérité-Justice », et, ayant fixé ses belles couronnes, voilà le dieu qui s'avance vers Peker, je nettoyai le chemin qui mène à son tombeau face à Peker. »

— Stèle d'Ikhernofret. Traduction de Claire Lalouette
- La fête de Haker, la nuit d'Horus le combattant. Cette nuit correspond dans le culte funéraire à la nuit de la justification où le jugement du mort est ritualisé pendant des veillées nocturnes[114].

« Je vengeai Ounennéfer (Osiris), en ce fameux jour du Grand Combat, et je terrassai tous ses ennemis sur la rive de Nedyt. »

— Stèle d'Ikhernofret. Traduction de Claire Lalouette
- La procession vers le temple d'Osiris. C'est le dernier acte de la fête avec le retour triomphal de la statue du dieu Osiris vers son temple, justifié et ressuscité[115].

« Je fis qu'il s'avance à l'intérieur de la barque (appelée) « la Grande » et que celle-ci portât sa beauté. Je réjouis le cœur des collines du désert occidental, je créai l'exultation dans ces collines, lorsqu'« elles » virent la beauté de la barque Neshmet, tandis que j'abordai à Abydos, (la barque) qui ramenait Osiris, seigneur de la ville, vers son palais. Je suivis le dieu dans sa maison, fis qu'il se purifie et qu'il rejoigne son trône… »

— Stèle d'Ikhernofret. Traduction de Claire Lalouette

### Stèles votives
Au Moyen Empire, le roi Sésostris III de la XIIe dynastie a encouragé le culte d'Osiris à Abydos en renouvelant le matériel cultuel, en faisant construire un temple d'Osiris et pour lui-même un complexe funéraire pyramidal. À cette même époque, un grand nombre de particuliers aisés, motivés par leur piété envers Osiris, se font construire des chapelles-cénotaphes sur la « Terrasse du Grand Dieu » près du temple d'Osiris. Ces bâtiments sont édifiés en briques crues et sont entourés d'un enclos rectangulaire. Certaines chapelles présentaient une salle voûtée où se trouvait la statue du défunt avec des stèles votives encastrées dans les murs intérieurs. D'autres étaient pleines avec des stèles fixées sur les murs extérieurs. Le point central de ces constructions étaient donc des stèles célébrant la mémoire du défunt et de sa famille. Ces pièces archéologiques se trouvent aujourd'hui dispersées dans les musées du monde entier. En 1973, 1 120 stèles allant de la VIe à la XIVe dynastie ont été inventoriées ; 961 d'entre elles invoquent Osiris. À la fin de la XIIe puis sous la XIIIe dynastie ces stèles ne sont plus un privilège pour les fonctionnaires de haut rang. Des personnes de condition modeste déposent des stèles dans des chapelles plus petites où se les font déposer dans un monument d'un particulier plus aisé. La stèle du harpiste Néferhotep a ainsi été déposée par son ami Nebsoumenou, porteur de briques, dans la chapelle d'Iki, supérieur des prêtres. Cette pratique funéraire perdure au Nouvel Empire et durant la Basse Époque.

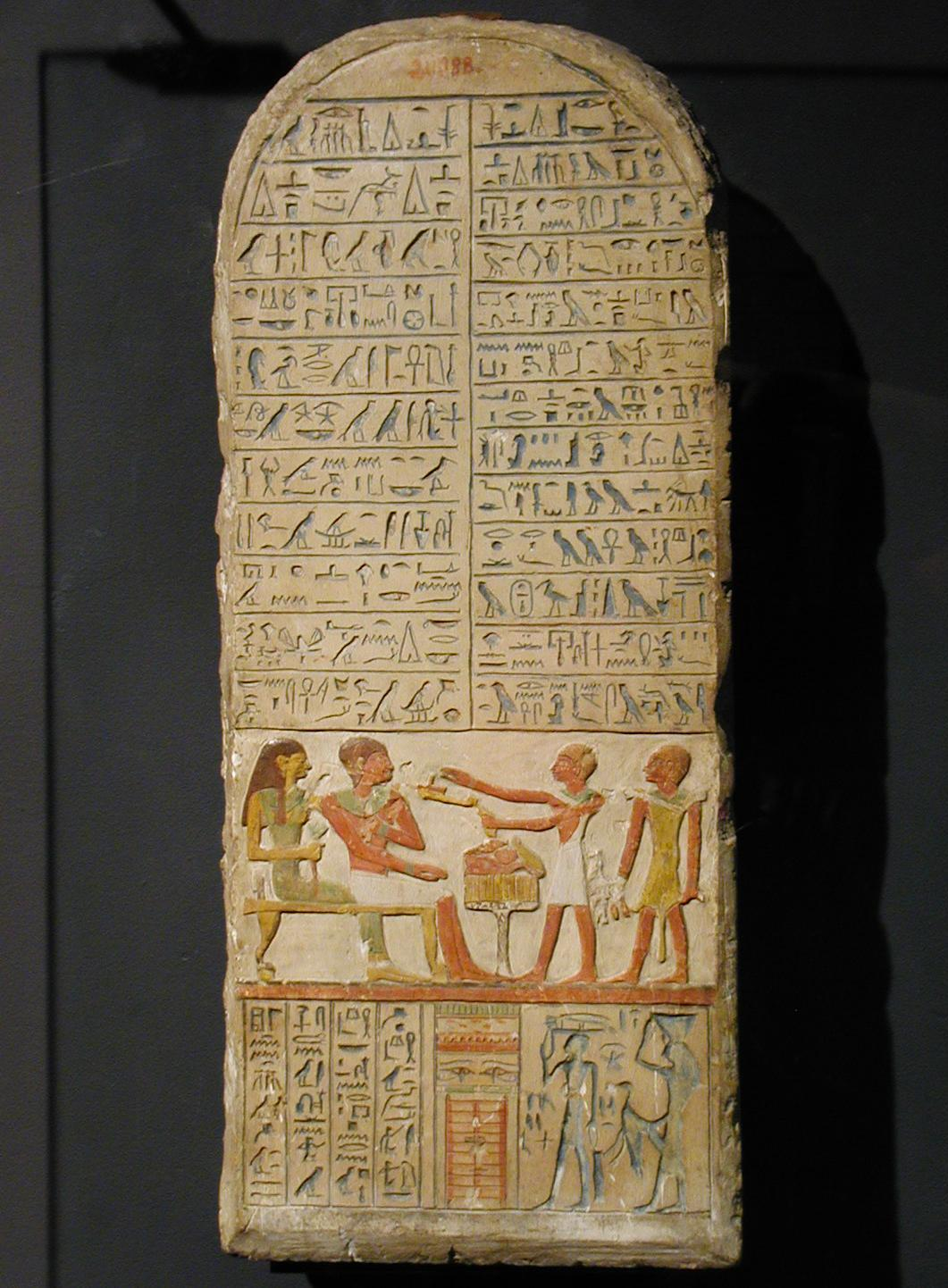
Stèle de Nemtyemhat et sa femme, XIe dynastie, Musée national d'Alexandrie.
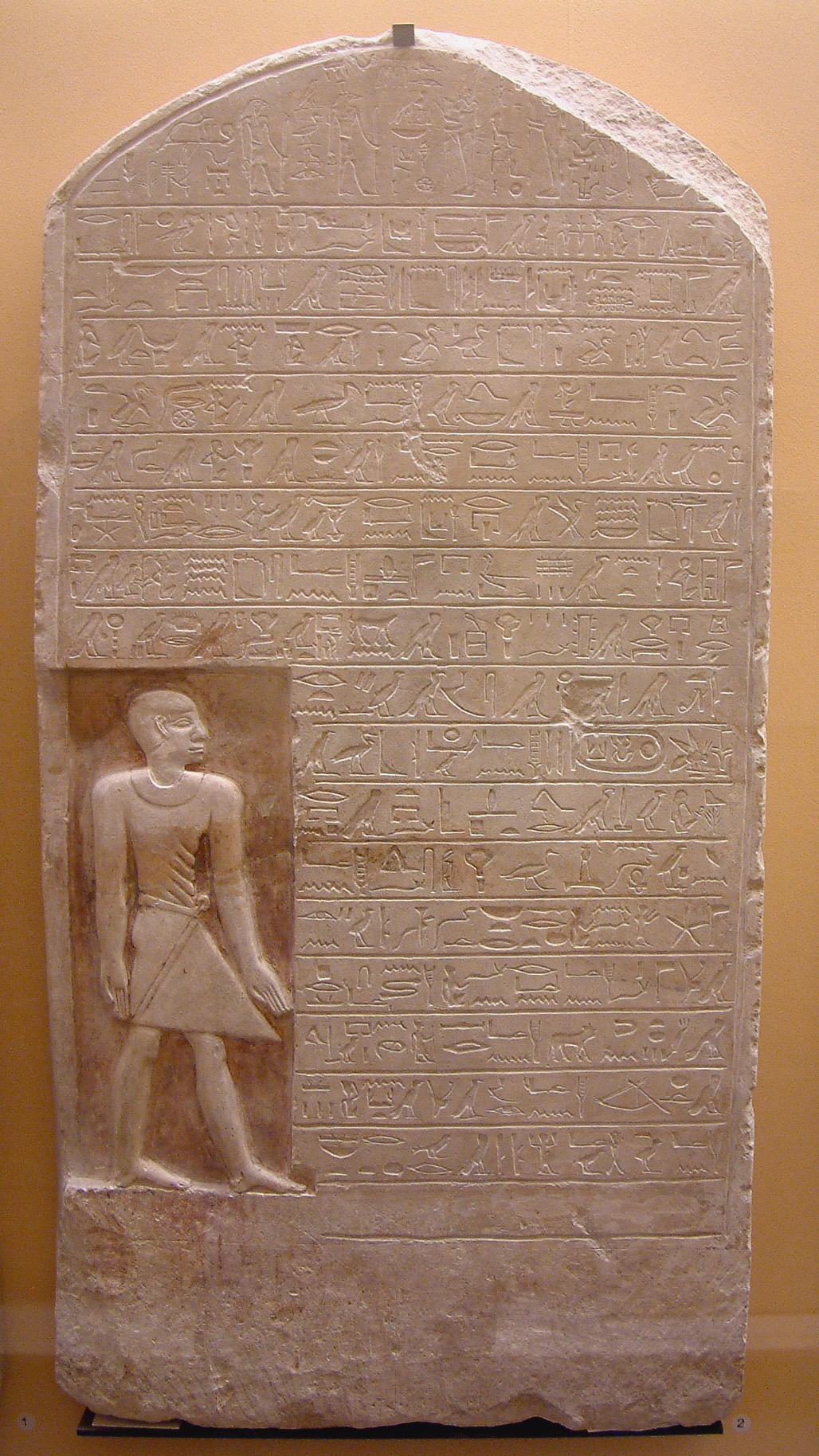
Stèle d'Iméniséneb, contrôleur d'équipe en Abydos, XIIIe ou XIVe dynastie, Musée du Louvre.
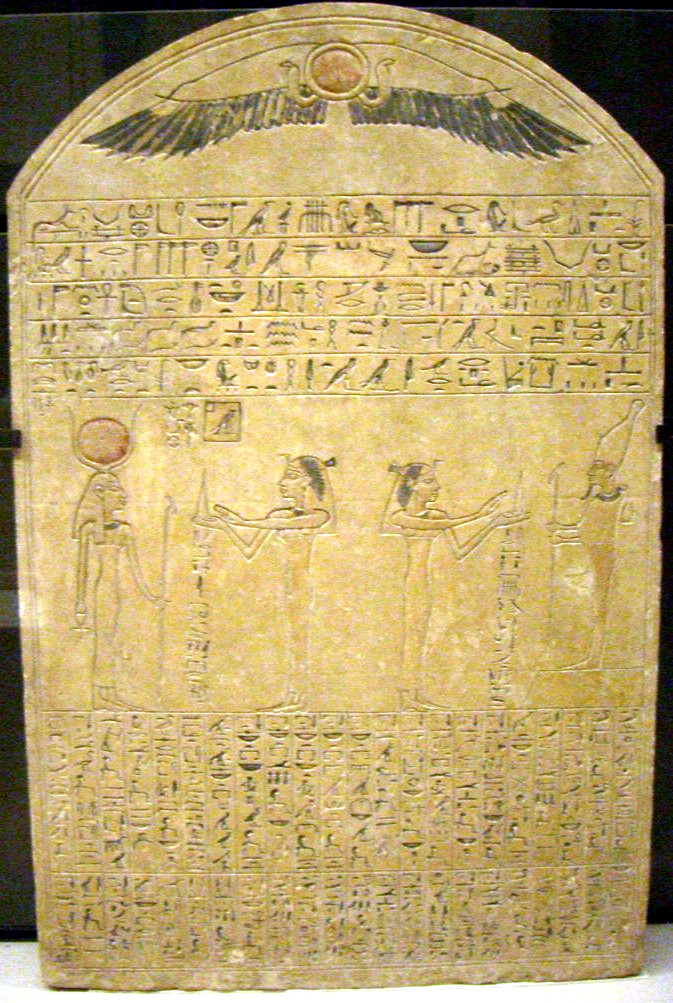
Stèle de la reine Noubkhaes XIIIe dynastie, Musée du Louvre.
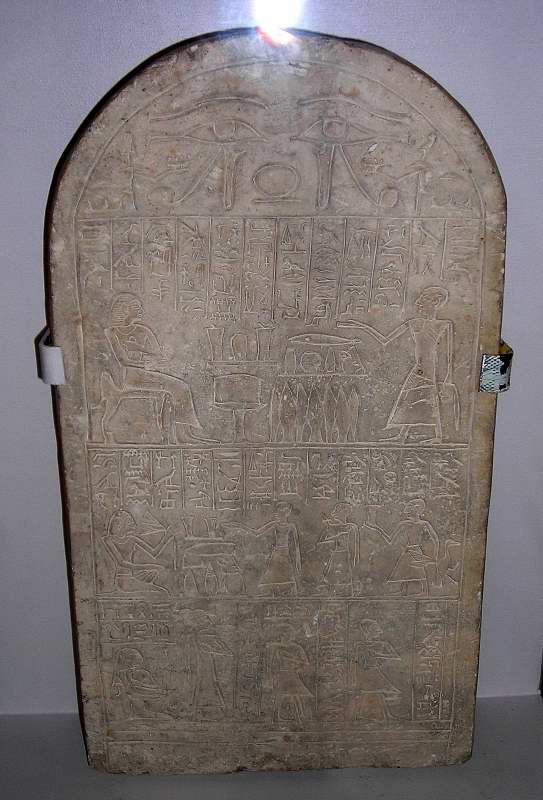
Stèle d'Horiouah, XIIIe dynastie, Roanne.
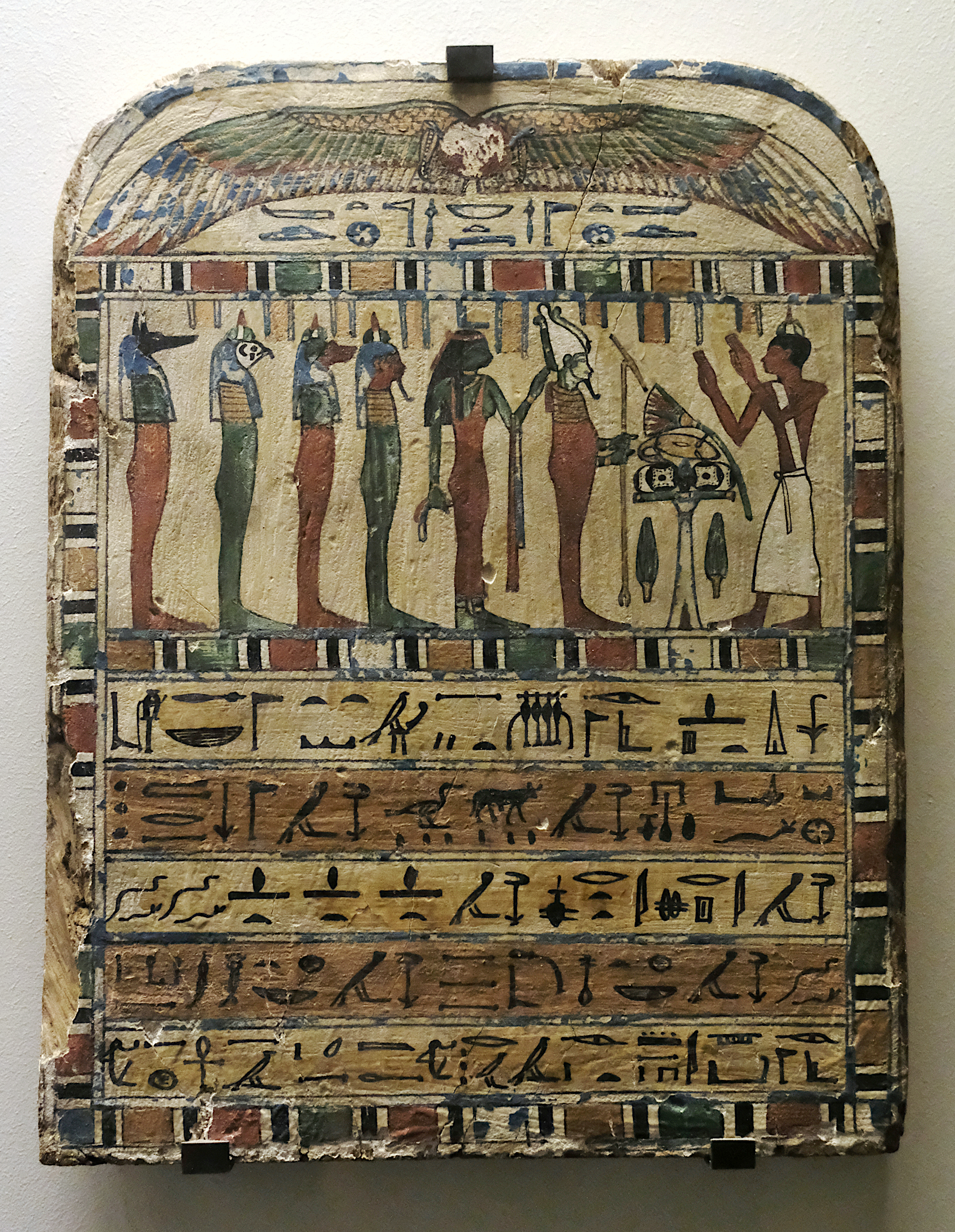
Irethorrou fait offrande à Osiris, suivi d'Isis et des quatre fils d'Horus : Amset, Hâpi, Kébehsénouf et Douamoutef, XXVe dynastie, Musée du Louvre.

#### Dictionnaires
- Collectif, Dictionnaire des Mythologies, Paris, Flammarion, 1999 (ISBN 2-7028-2882-5).
- Maurizio Damiano-Appia (trad. de l'italien), Dictionnaire encyclopédique de l'Ancienne Égypte et des civilisations nubiennes, Paris, Éditions Gründ, 1999, 295 p. (ISBN 2-7000-2143-6).
- Isabelle Franco, Nouveau Dictionnaire de Mythologie égyptienne, Paris, Pygmalion, 1999, 319 p. (ISBN 2-85704-583-2).
- Guy Rachet, Dictionnaire de la civilisation égyptienne, Paris, Larousse-Bordas, 1998, 268 p. (ISBN 2-7028-1558-8).
- Pascal Vernus et Jean Yoyotte, Dictionnaire des Pharaons, Paris, Éditions Noêsis, 1998, 226 p. [détail des éditions] (ISBN 2-7028-2001-8).

#### Hiéroglyphes
- (de) Jürgen Zeidler, « Zur Etymologie des Gottesnamens Osiris », Studien zur Altägyptischen Kultur, Helmut Buske Verlag GmbH, vol. 28,‎ 2000, p. 309-316 (JSTOR 25152830).

#### Généralités
- British Museum, Le Livre de l'Ancienne Égypte, Paris, Éditions du Félin, 1995.
- Françoise Dunand et Christiane Zivie-Coche, Hommes et Dieux en Égypte, Paris, Éditions Cybèle, 2006, 491 p. (ISBN 2-915840-02-4).
- Isabelle Franco, Mythes et dieux. Le souffle du soleil, Paris, Pygmalion, 1996, 279 p. (ISBN 2-85704-476-3).
- Florence Maruéjol, Égypte antique : mystères des pharaons et vie quotidienne, Paris, Éditions Chronique, 2011, 161 p. (ISBN 978-2-918978-09-1).
- Béatrix Midant-Reynes, Aux Origines de l'Égypte : du Néolithique à l'émergence de l'État, Paris, Fayard, 2003, 441 p. (ISBN 2-7028-8447-4).
- Pierre Tallet, Sésostris III et la fin de la XIIe dynastie, Paris, Pygmalion, 2005 (ISBN 2-85704-851-3).

#### Traductions
- Paul Barguet, Textes des Sarcophages égyptiens du Moyen Empire, Paris, Éditions du Cerf, 1986, 725 p. (ISBN 2-204-02332-9).
- Paul Barguet, Le Livre des Morts des Anciens Égyptiens, Paris, Éditions du Cerf, 1967 (ISBN 2-204-01354-4).
- André Barucq et François Daumas, Hymnes et prières de l'Égypte ancienne, Paris, Le Cerf, 1980, 559 p. (ISBN 2-204-01337-4).
- Claude Carrier, Textes des Pyramides de l'Égypte ancienne, Paris, Cybèle, 2009-2010, 417 p. (ISBN 978-2-915840-10-0).
- Jamblique (trad. du grec ancien), Les Mystères d'Égypte, Paris, Les Belles Lettres, 1993, 237 p. (ISBN 2-251-47001-8).
- Dimitri Meeks, Mythes et légendes du Delta : d'après le papyrus Brooklyn 47.218.84, Le Caire, IFAO, 2008 (2e éd.), 498 p. (ISBN 978-2-7247-0427-3).
- Claire Lalouette, Textes sacrés et textes profanes de l'ancienne Égypte : Mythes, contes et poésie, Paris, Éditions Gallimard, 1994, 345 p. (ISBN 2-07-071176-5).
- Plutarque (trad. du grec ancien par Mario Meunier), Isis et Osiris, Paris, Guy Trédaniel Éditeur, 2001, 236 p. (ISBN 2-85707-045-4).
- Guy Rachet, Le Livre des Morts des Anciens Égyptiens : texte et vignettes du papyrus d'Ani, Monaco, Éditions du Rocher, 1996, 258 p. (ISBN 2-268-02190-4).
- Alessandro Roccati, La littérature historique sous l'Ancien Empire égyptien, Paris, Éditions du Cerf, 1982 (ISBN 2-204-01895-3).
- Pascal Vernus, Sagesses de l'Égypte pharaonique, Paris, Imprimerie Nationale Éditions, 2001, 414 p. (ISBN 2-7433-0332-8).

#### Cultes et croyances
- Hartwig Altenmüller, « Le maître du tombeau en tant qu'Horus fils d'Osiris : Réflexions sur le sens de la décoration murale des tombeaux de l'Ancien Empire en Égypte (2500-2100 av. J.-C.) », ANKH, nos 4/5,‎ 1995-1996, p. 196-213 (lire en ligne).
- Jan Assmann, Maât, l'Égypte pharaonique et l'idée de justice sociale, Fuveau, Éditions La Maison de Vie, 1999, 173 p. (ISBN 2-909816-34-6).
- Jan Assmann, Mort et au-delà dans l'Égypte ancienne, Monaco, Éditions du Rocher, 2001.
- Marie-Astrid Calmettes, « La dernière scène du Livre des Portes », Égypte, Afrique et Orient, n°39, Avignon,‎ 2005, p. 47-58 (ISSN 1276-9223).
- Émile Chassinat, Le mystère d'Osiris au mois de Khoiak, Le Caire, IFAO, 1966, 834 p. [détail des éditions].
- Laurent Coulon, « Les reliques d'Osiris en Égypte ancienne », Studia Religiosa Helvetica Jahrbuch, Berne,‎ 2005 (ISBN 3039105922, lire en ligne).
- Didier Devauchelle, « Osiris, Apis, Sarapis et les autres. Remarques sur les Osiris memphites au Ier millénaire. », BiEtud 153 (IFAO),‎ 2010, p. 49-62.
- Françoise Dunand, Isis, mère des dieux, Paris, Errance, 2000.
- Annie Forgeau, Horus-fils-d'Isis. La jeunesse d'un dieu, Le Caire, IFAO, 2010 (ISBN 978-2-7247-0517-1).
- Erik Hornung, Les dieux de l'Égypte. Le Un et le Multiple, Paris, Le Rocher, 1986, 309 p. (ISBN 2-268-01893-8).
- Erik Hornung, Les Textes de l'au-delà dans l'Égypte ancienne, Paris, Le Rocher, 2007 (ISBN 978-2-268-06344-7).
- Christian Jacq, Le Voyage dans l'autre monde selon l'Égypte ancienne, Paris, Le Rocher, 1986, 673 p. (ISBN 2-7028-1258-9).
- Jamblique (trad. du grec ancien), Les Mystères d'Égypte, Paris, Les Belles Lettres, 1993, 237 p. (ISBN 2-251-47001-8).
- Holger Kockelmann, « L'Abaton, tombe et lieu de culte sur la première cataracte », Égypte, Afrique et Orient n°60, Avignon,‎ 2010/2011, p. 31-44 (ISSN 1276-9223).
- François Lexa, La Magie dans l'Égypte Antique, Paris, Librairie orientaliste Paul Geuthner, 1924.
- Bernard Mathieu, « Mais qui est donc Osiris ? Ou la politique sous le linceul de la religion », ENIM 3, Montpellier,‎ 2010, p. 77-107 (lire en ligne).
- Dimitri Meeks, Mythes et légendes du Delta : d'après le papyrus Brooklyn 47.218.84, Le Caire, IFAO, 2008, 498 p. (ISBN 978-2-7247-0427-3).
- Table ronde Internationale-Lyon-2005, Le culte d'Osiris au 1er millénaire av. J.-C., vol. BiEtud 153, Le Caire, Laurent Coulon-IFAO, 2010 (ISBN 978-2-7247-0571-3).
- Alexandre Varille, « La stèle du mystique Béky (nº 156 du Musée de Turin) [avec 1 planche]. », BIFAO 54, Le Caire,‎ 1954, p. 129-135 (lire en ligne).
- Youri Volokhine, « Tristesse rituelle et lamentations funéraires en Égypte ancienne », Revue de l'histoire des religions,‎ 2008, p. 163-197 (lire en ligne).
- Henri Wild, « Statue d'un noble mendésien du règne de Psammétique Ier aux musées de Palerme et du Caire [avec cinq planches]. », BIFAO 60, Le Caire,‎ 1960, p. 43-67 (lire en ligne).
- Jean Yoyotte, « Les os et la semence masculine. À propos d'une théorie physiologique égyptienne. », BIFAO 61, Le Caire,‎ 1962, p. 143-146 (lire en ligne).
- Jean Yoyotte, « Une notice biographique du roi Osiris », BIFAO 77, Le Caire,‎ 1977, p. 145-149 (lire en ligne).
- Jean Yoyotte, « Osiris dans la région d'Alexandrie », BiEtud 153 (IFAO),‎ 2010, p. 36-37.

#### Revues égyptologiques
- Bulletin de l'Institut Français d'Archéologie Orientale, Le Caire, IFAO.